# Berlins historia

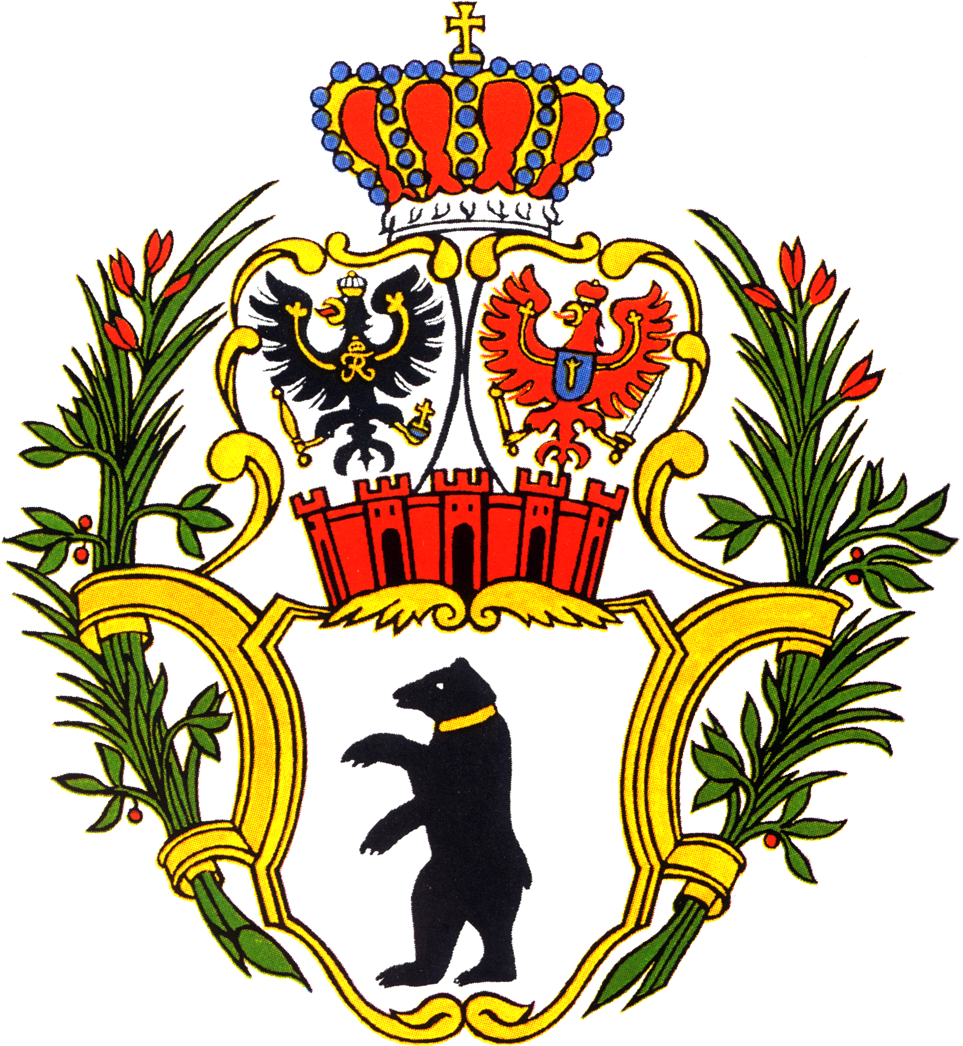
Berlins stora vapen 1839.

Berlins flagga 1861–1911.

Berlins flagga från 1911.

Berlin blev det återförenade Tysklands huvudstad 1990, sedan Östtyskland hade upplösts och de östra förbundsländerna anslutit sig till Förbundsrepubliken Tyskland. Under sin historia har staden haft ett skiftande och dramatiskt öde.
Från de tidiga bosättningarna i området på 600-talet efter Kristus har staden vuxit till en betydande storstad. Från handelsstad på 1200-talet blev den huvud- och residensstad på 1400-talet, då under ätten Hohenzollern som skulle komma att regera staden under 500 år, först som markgrevar av Brandenburg, sedan som kungar av Preussen och slutligen som tyska kejsare. En blomstringstid för staden inleddes i början av 1700-talet under Fredrik I:s styre. Andra viktiga årtal i stadens historia är 1806, då Napoleon I intog staden, 1871, när kejsardömet Tyskland utropades och Berlin blev kejserlig huvudstad, 1918, när monarkin föll och Tyskland blev republik, 1933, när Adolf Hitler tar makten, 1945, när Tredje riket kapitulerade och stora delar av Berlin förstörts i striderna, 1948, när en sovjetisk blockad inleddes, men luftbron räddade Västberlins försörjning, samt 1989–1990, när Berlinmuren föll och Berlin blev det återförenade Tysklands huvudstad.
Idag är Berlin Tysklands största stad med en befolkning som överskrider 3,5 miljoner (2015). Inräknat hela storstadsområdet med Brandenburgförorter är befolkningen omkring 4,4 miljoner (2014).

## Berlinområdets tidiga historia
Berlinområdet präglas av olika landskapstyper som sandmark sjöar och vattendrag som har sin orsak i olika istider som började 400 000 f.v.t. Redan före den sista istiden (ca 170 000 - 50 000 f.v.t.) beboddes området av många olika djurarter som t.ex. mammutar och vargar. För ca 20 000 år sedan smälte glaciärerna och det bildades dalar som sedermera fylldes med vatten och därmed förvandlades till vattendrag som t.ex. Spree. När klimatet blev varmare för ca 5 000 år sedan bildades i första hand björk- och tallskogar i området. De första människorna bosatte sig för ca 55 000 år sedan, men först för 10 000 år sedan, efter den senaste istiden, bosatte sig folk varaktigt i området. Dessa "urberlinare" ägnade sig åt jakt och bodde i små grupper.
Mellan 3000 och 2000 f.v.t. blev skogarna allt tätare och därmed blev människor bofasta och ägnade sig åt boskapsuppfödning och odlade spannmål. Människorna som bodde här tillhörde två olika kulturer: norr om Spree visar utgrävningar på en kultur som tillhörde den germanska kulturkretsen medan folk söder om Spree bestod av invandrare från Schlesien och Lausitz. Så småningom blandades kulturerna. I enlighet med den rådande bronstiden använde sig folk även i Spreeområdet av bronsverktyg. Runt år 1 000 f.v.t. bodde ca 1 000 människor runt floderna Spree och Havel i ca 50 bosättningar. Mot slutet av bronstiden (ca 700 f.v.t.) minskade befolkningen igen eftersom klimatet blev kallare och fuktigare.

## Germaner, slaver och grundandet av Markgrevskapet Brandenburg

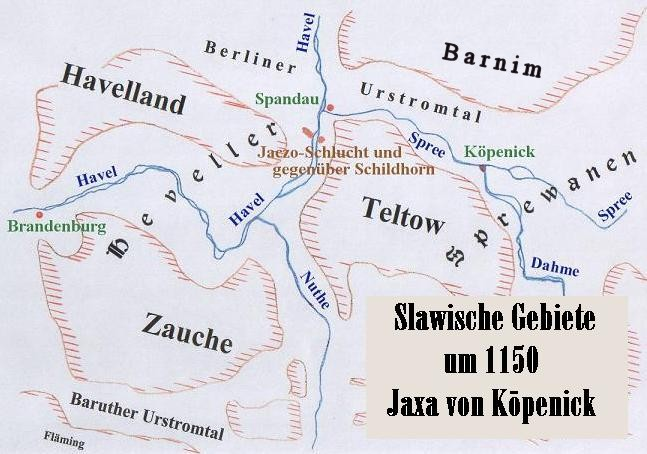
Slaviska områden vid år 1150.

Runt 100 f.v.t. uppnåddes ytterligare en höjdpunkt i befolkningstätheten i och med "Jastorf-kulturen" som spridde sig i området och som ägnade sig åt boskapshållning samt linberedning. Klimatförsämringar och konflikter mellan stammarna ledde till en avfolkning för området i dagens Berlin då de germaner som bott runt Havel och Spree gav sig av mot Schwaben och övre Rhendalen. Folkvandringen runt 400 e.v.t. ledde till en stor avfolkning och i mitten av 500-talet kan området i princip betecknas som obebott. De gamla bosättningarna övertogs så småningom av slaver, som på 500-talet befolkat närliggande Lausitz och under 600-talet slog sig ned i Berlinområdet, det vill säga Havel-Spree-området. Hevellerna bebodde mellersta Havelområdet, med huvudort vid borgen Brandenburg, nuvarande Brandenburg an der Havel, och bland andra en ort vid nuvarande Spandau, där Spree möter Havel. Sprevanerna slog sig ned en bit österut, uppströms Spree, med huvudort vid dagens Köpenick. Spandau och Köpenick förbands av en handelsväg längs med Spree, och här, vid ett vadställe över floden, kom ursprunget till dagens Berlin att anläggas.
Den slaviska tiden gick mot sitt slut i och med att Albrekt Björnen, av huset Askanien, 1157 erövrat borgen Brandenburg från den konkurrerande slaviske härskaren Jaxa av Köpenick, sedan den siste hevelliske kungen, Pribislav-Henrik, dött 1150 utan arvingar. Markgrevskapet Brandenburg grundades samma år och döptes efter sin första huvudstad, Brandenburg an der Havel. Under 1100-talet och 1200-talet flyttades gränsen för Brandenburg gradvis österut under den så kallade Ostsiedlung-perioden, då många städer, biskopsstift och kloster i området grundades av bosättare från Tyskland. Under de första markgrevarnas tid spelade Cisterciensorden, framförallt Lehninklostret, en stor roll i nybyggandet, även i det kommande Berlin. Sprevanernas furstendöme varade dock några årtionden längre än hevellernas, men hamnade i slutet av 1160-talet under pommerskt inflytande innan det gick under i strider mot markgreven av Meissen under 1180-talet i samband med de många strider som då pågick om makten i området. Genom Teltowkriget mellan 1239 och 1245 tvingades markgreven Henrik III "den upplyste" av Meissen avträda städerna Köpenick och Mittenwalde öster respektive söder om Berlin till markgrevarna Johan I och Otto III av Brandenburg. Därmed blev huset Askanien herrar över hela området kring dagens Berlin.

## Berlin skapas

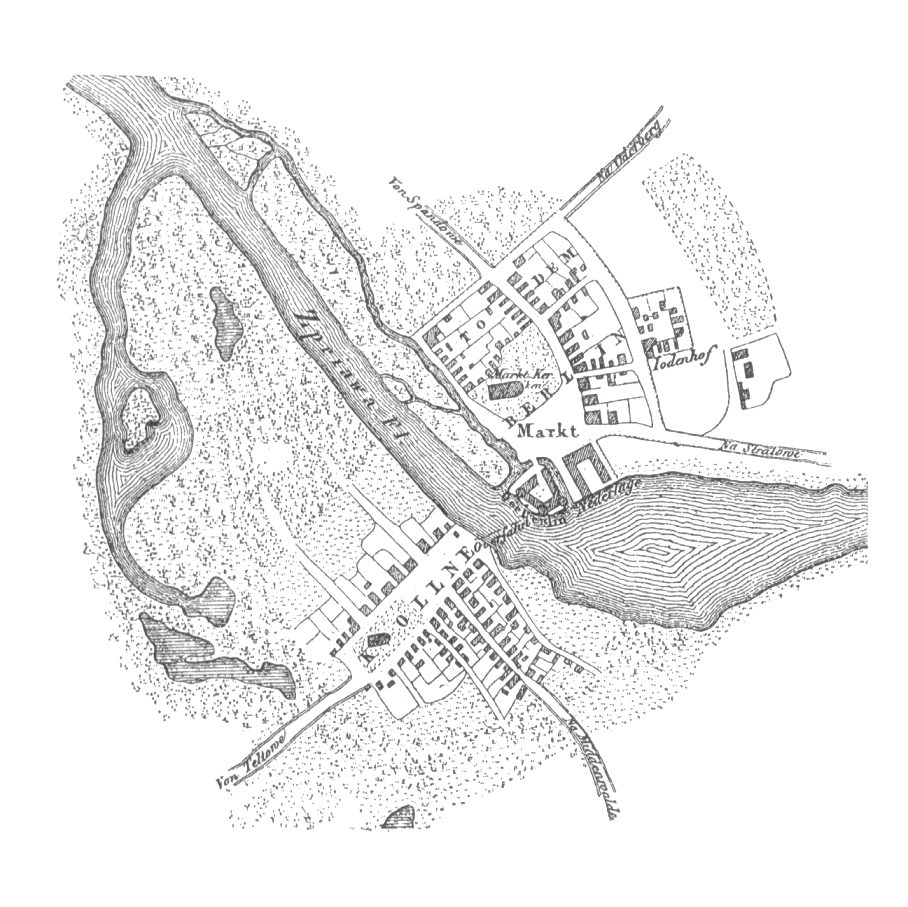
Berlin och Cölln omkring 1270.

På den sumpiga Berliner Urstromstals torra områden mellan platåerna Teltow och Barnim bosattes ett vadställe över floden Spree. På den högra stranden uppstod det medeltida Berlin (Alt-Berlin) och på en ö i Spree, Spreeinsel, uppstod Cölln. Här hade länge gått en handelsväg under den slaviska tiden, mellan Köpenick och Spandau, men om Cölln och Berlin grundades av slaver, eller först under den tyska expansionen, vet man inte säkert. År 1378 rasade en storbrand i Cölln, och 1380 drabbades Berlin av en liknande storbrand där bland annat rådhuset och nästan alla kyrkor brann ner. Detta medförde att det idag finns väldigt få dokument kvar som rör dessa städers äldsta historia och tillblivelse.
Arkeologiska utgrävningar har visat att bebyggelse funnits på platsen för både Berlin och Cölln redan på 1100-talet. Skrifterna med de idag äldsta kända omnämnandena av Cölln är dock från 28 oktober 1237 och för Berlin från 26 januari 1244; dessa finns bevarade på domkyrkomuseet i Brandenburg an der Havel. Berlin omnämns som stad från 1251, Cölln från 1261. Det finns något äldre skriftliga omnämnanden av Spandau, 1197, och Köpenick 1209.
År 1307 bildade de två städerna Cölln och Berlin en union, dubbelstaden Berlin-Cölln. Den inre administrationen var fortfarande åtskild, men man hade ett gemensamt rådhus, beläget på Lange Brücke mellan städerna, och utåt företräddes dubbelstaden som en enhet med ett gemensamt magistrat. Därmed kunde man bättre hävda sig ekonomiskt gentemot städerna Spandau och Köpenick, och inte minst gentemot markgreven.
På 1300-talet ökade Berlins autonomi eftersom olika adelsätter stred om makten i Brandenburg. När markgreven Valdemar dog 1319, och hans minderårige kusin och arvtagare Henrik II som den siste representanten för huset Askanien dog redan året därpå, tog den tyske kungen Ludvig IV "Bayraren" (tillhörande ätten Wittelsbach) tillfället i akt att befästa Wittelsbachernas makt i området och utnämnde sin son Ludvig V till markgreve över Brandenburg som Ludvig I "Brandenburgaren". Men detta lugnade inte situationen i Brandenburg och Berlin, utan tvärtom drogs staden in i maktkampen mellan huset Wittelsbach och Luxemburg, som båda gjorde anspråk på att bli tysk-romerska kejsare. Eftersom familjen Wittelsbach ville begränsa Berlins självständighet stödde Berlin ätten Luxemburg, vilket bidrog till att öka stadens autonomi.
Under hela 1300-talet upplevde staden således ett ekonomiskt uppsving. Medlemskapen i Hansan i mitten av 1300-talet hade ingen större betydelse för Berlin eftersom staden låg för långt från de viktiga Hansastäderna, men däremot kunde man säkra tullrättigheterna och handeln som gick via Spree mellan Berlin och Köpenick. Välståndet ökade så mycket att stadens råd via "Luxusordnung" förbjöd överklassen och hantverkarna att visa upp sitt välstånd offentligt. Även om flera stadsbränder (Cölln drabbades 1376, Berlin 1380) och digerdöden, som nådde Berlin 1348, bromsade Berlins utveckling i viss mån hade staden år 1400 blivit den mest betydande i markgrevskapet Brandenburg.
År 1356 blev Brandenburg kurfurstendöme genom kejsaren Karl IV:s Gyllene bulla, vilket befäste markgrevarnas ärftliga rang bland de främsta furstarna i riket.

## Kurfurstens huvudstad

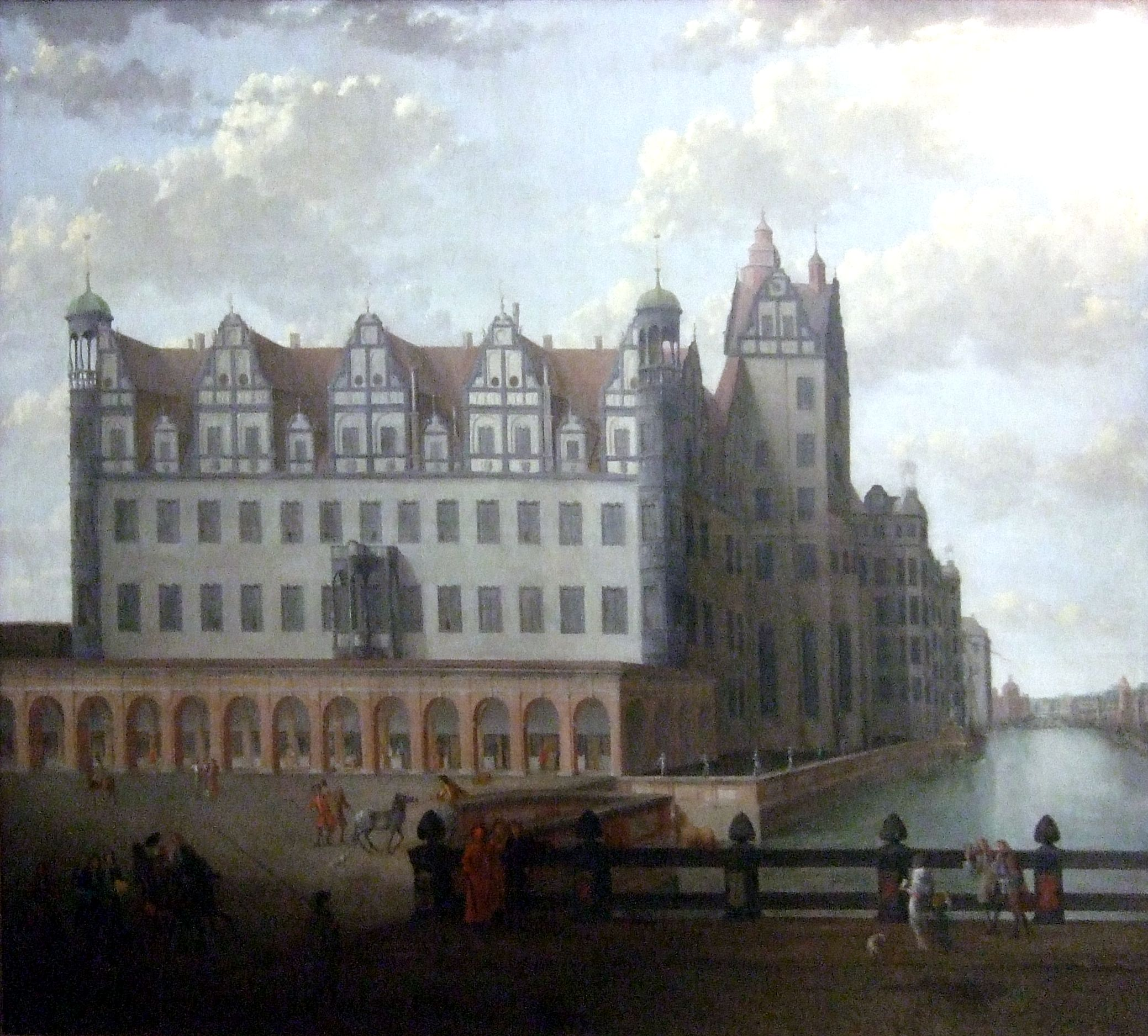
Berlins stadsslott, residens för kurfurstarna, avbildat omkring år 1685.

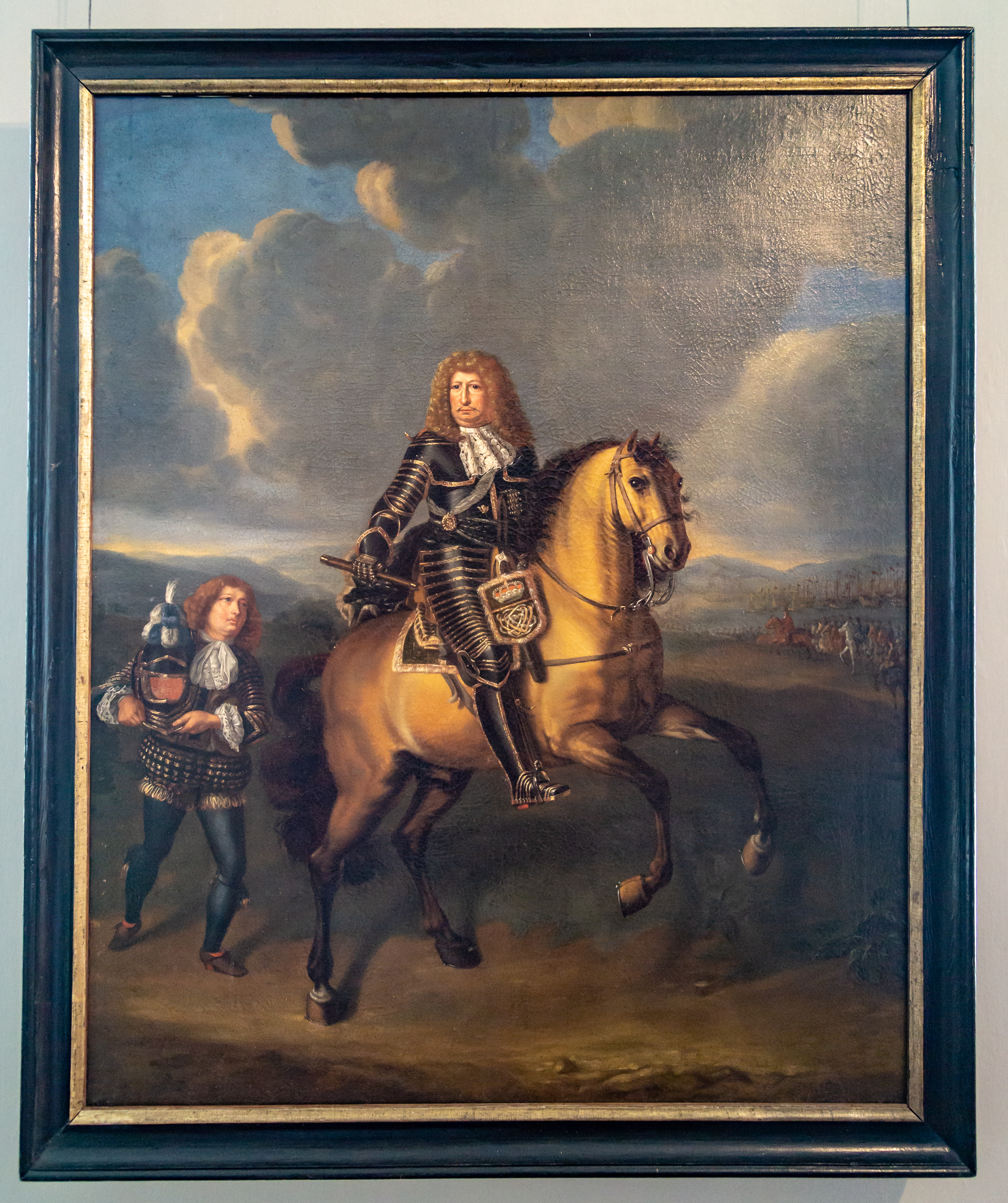
Der Große Kurfürst

År 1415 blev Fredrik I kurfurste av Markgrevskapet Brandenburg. Han var den förste på denna post ur huset Hohenzollern, som kom att regera i Berlin under fem sekel; först som markgrevar av Brandenburg, sedan som kungar i och av Preussen och slutligen som tyska kejsare.
Dubbelstaden Berlin-Cölln fördjupade 1432 sitt samarbete och slog ihop även den interna förvaltningen. Detta ogillades starkt av den nye kurfursten sedan 1440, Fredrik II, även kallad "Eisenzahn" ("Järntand"). Denne bröt 1442 upp Berlin-Cölln i två städer igen. Till dessas förtret såg han nu dessutom till att förlägga bygget av ett slott på Cöllns ägor, det blivande stadsslottet. Slottets grundsten lades 1443 och skulle i sin första version bli mer något av en borg eller fästning. De växande protesterna mot Fredrik II omtalas som "Berliner Unwillen", "den berlinska oviljan", och kulminerade i början av 1448 med att Berlin-Cöllns stadsbor satte slottsbygget under vatten. Protesten var inte framgångsrik och befolkningens politiska och ekonomiska friheter inskränktes ytterligare av kurfursten.
År 1451 stod så stadsslottet färdigt och kom att brukas alltmer av kurfursten. Från det att Albrekt Akilles övertog kurfurstetiteln 1470 var dubbelstaden Berlin-Cölln ständig huvud- och residensstad, i praktiken åtminstone sedan förordningen Dispositio Achillea trätt i kraft. När sedan Johan Cicero övertog styret så bekräftade han denna linje och förklarade dessutom Berlin-Cöllns stadsslott som ständigt residens för de hohenzollernska kurfurstarna. Denna utveckling var dock inte helt uppskattad av folket i huvudstaden. Under huset Hohenzollern var staden tvungen att ge upp statusen som fri hansastad. De ekonomiska aktiviteterna byttes från handel till produktion av lyxvaror för hovadeln.
Befolkningstalen steg nu emellertid snabbt och skulle omkring år 1600 nå 12 000 invånare. Detta ledde också till problem med ökad fattigdom, och därmed till att minoriteter lätt blev offer för syndabockstänkande. Judar var en särskilt utsatt grupp; under 1300-talet hade de fått skulden för digerdöden. År 1510 blev 100 judar i Berlin-Cölln beskyllda för att han stulit och vanvördat hostia, varpå 38 brändes på bål, 2 blev halshuggna efter att ha konverterat till kristendomen, och alla andra judar blev utvisade. När deras oskuld bevisats 30 år senare fick de mot en betalning åter bosätta sig i Berlin, bara för att 1573 åter bli bannlysta från staden.
År 1539 inledde Joakim II, kurfurste av Brandenburg och hertig av Preussen, den lutherska reformationen i Brandenburg och beslagtog kyrkans besittningar inom ramen för sekulariseringen. Pengarna han tillskansade sig använde han för sina storprojekt som byggandet av Kurfürstendamm mellan jaktslottet i Grunewald och Berlins stadsslott. Under 1600-talets första hälft förde det Trettioåriga kriget med sig hemska följder för Berlin: en tredjedel av husen förstördes och befolkningen halverades.

### Den store kurfursten

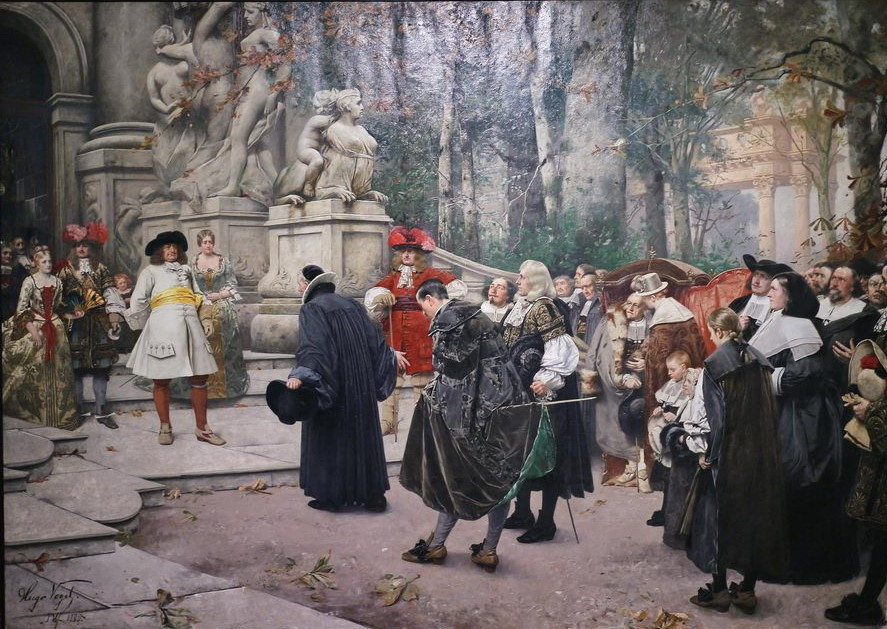
Den Store Kurfursten tar emot hugenottiska flyktingar

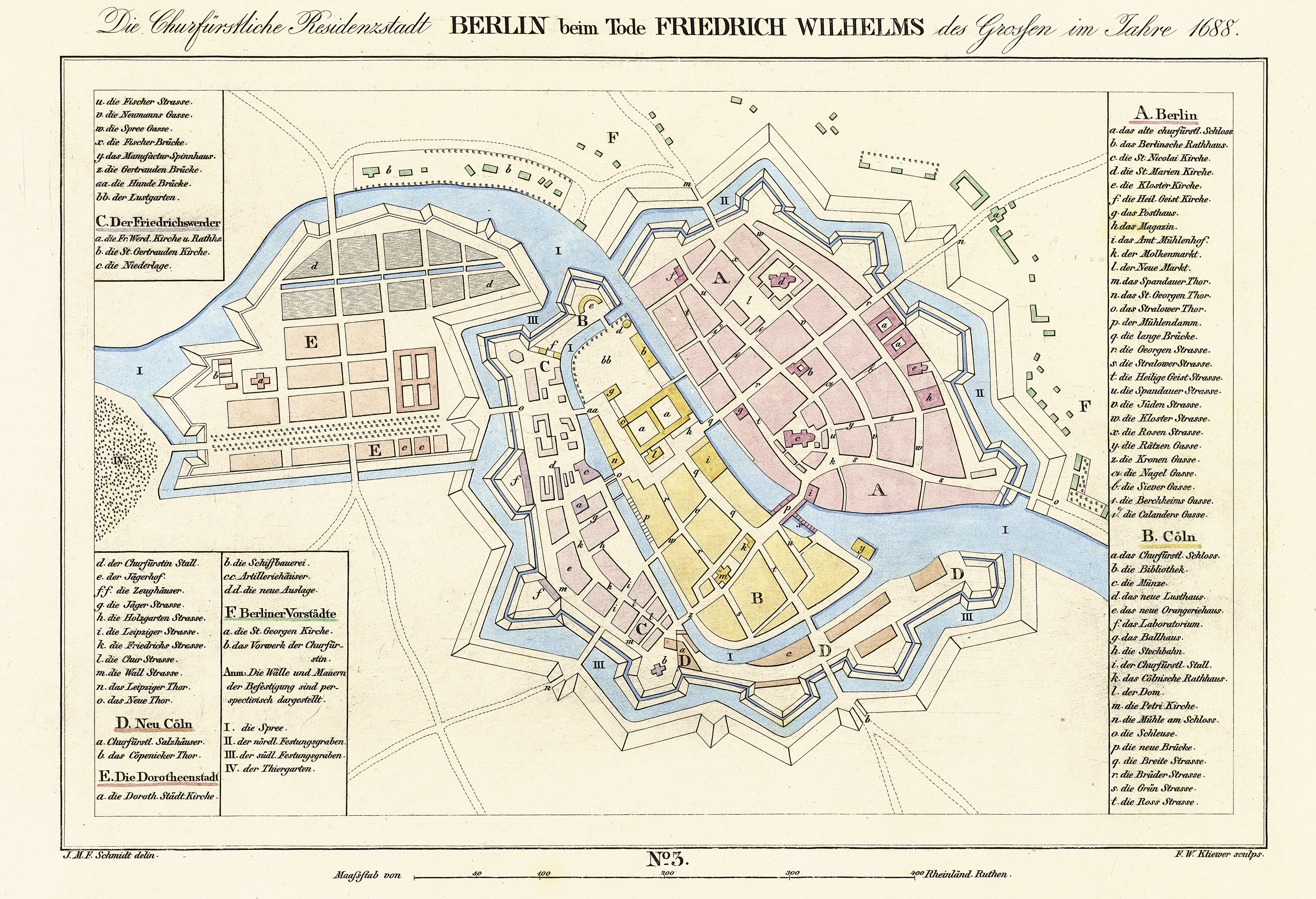
Karta från omkring 1688

Fredrik Vilhelm av Brandenburg, som kallades den store kurfursten ("der Große Kurfürst") efter segern mot svenskarna vid Fehrbellin 1675, tog 1640 över regeringsuppgifterna från sin far. Första målet var att inrätta en stat efter den franska absolutismens förebild. För att nå målet begränsades adelns makt, förvaltningen centraliserades och det byggdes upp en stående armé för att försvara riket men även för att kunna slå ner eventuella uppror på hemmaplan. För att förbättra Berlins försvar hämtades nederländaren Johann Gregor Memhardt som både byggde ut fästningsanläggningen och slottet. I linje med strävan efter en absolutistisk stat inrättades en militär förvaltning i Berlin som begränsade stadens självförvaltning. För att stimulera invånarnas vilja att bygga beviljades gratis ved och skattefrihet i sex år för att upprätta nya byggnader. Genom införandet av accisen (en slags moms) ökade skatteintäkterna och därmed sanerades statens finanser. Samtidigt användes de nya pengarna för att bygga de nya stadsdelarna Friedrichswerder och Dorotheenstadt som båda låg inom stadens murar. Utanför muren uppstod förorterna Georgenvorstadt, Stralauer Vorstadt, Spandauer Vorstadt och Köpenicker Vorstadt. Pengarna användes även för att bygga ut handelsvägarna som byggandet av Friedrich Wilhelm-kanalen så att det skapades en ny vattenled mellan Spree och Oder, vilket möjliggjorde omfattande transporter från hamnstaden Stettin.
Den store kurfursten inledde en politik av immigration och religiös tolerans. Han upphävde förbudet för judarna att bosätta sig i Brandenburg och år 1671 blev Berlin nytt hem för 50 judiska familjer från Österrike. Dessa familjer var välmående med stora handelsrelationer och Fredrik Vilhelm hoppades att dessa familjer skulle göra ekonomisk nytta. De franska hugenotterna bjöds in till Brandenburg genom Potsdamediktet från 1685. Ca 12 000 fransmän kom varav ca 6 000 slog sig ner i framförallt Friedrichswerder och Dorotheenstadt. Med sina kunskaper om fina textilier och lyxartiklar bidrog de kraftfullt till stadens ekonomiska uppsving. Dock integrerades hugenotterna inte riktigt med den övriga befolkningen; de hade en egen kyrka, egna lagar och egna skolor. Genom toleransediktet från 1664 förbjöds förolämpning av människor på grund av religiös tillhörighet.
Omkring 1700 var 20 procent av Berlins invånare fransmän och deras kulturella inflytande var stort. Detta har präglat staden starkt och det finns till exempel fortfarande flera lånord från franskan i den berlinska dialekten. Många invandrare kom från Böhmen, Polen och Salzburg. Som reaktion på erfarenheterna under trettioåriga kriget och inte minst svenska styrkors härjningar i området, påbörjade Fredrik Vilhelm en militär upprustning med en stående armé, vilket lade grunden till Brandenburg-Preussen som framtida militär stormakt.

Även konst och vetenskap fick ett uppsving under Fredrik Vilhelm. Kurfursten samlade nederländska tavlor och byggde upp ett galleri i Cölln. Genom diktaren Johann Krüger upplevde staden en musikalisk blomstringstid. På vetenskapsområdet stimulerade kurfursten upprättandet av flera gymnasieskolor, byggandet av ett stort bibliotek som var öppet för alla och med "Collegium Medicum" fanns nu en ny myndighet som skulle förbättra sjukvården.

J.B. Schultz vy över Berlin (1688)

När den store kurfursten dog 1688 hade Berlins invånarantal tredubblats från 6 000 till 20 000, men likväl var staden liten jämfört med tidens storstäder Paris och London som hade mer än 700 000 invånare. Genom stadens modernisering förberedde Fredrik Vilhelm dock Berlins utveckling mot en framtida huvudstad.

## Det preussiska kungariket

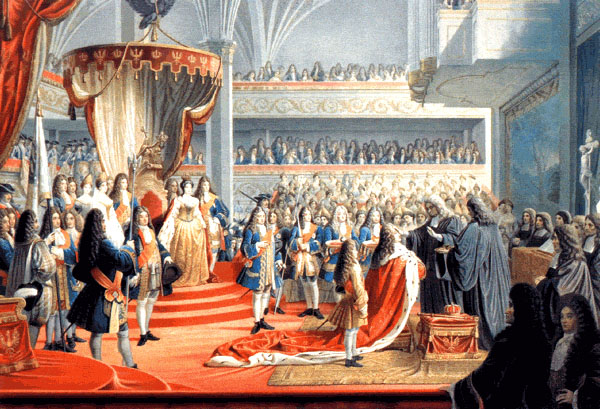
Fredrik III krönte sig själv till Fredrik I av Preussen och gjorde Berlin till Preussens huvudstad.

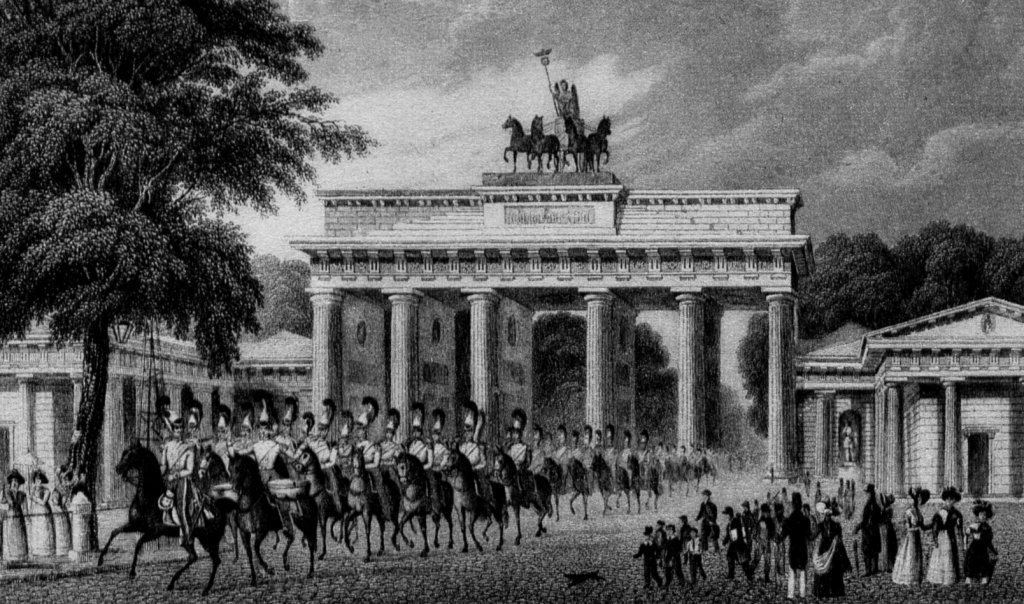
Brandenburger Tor 1832.

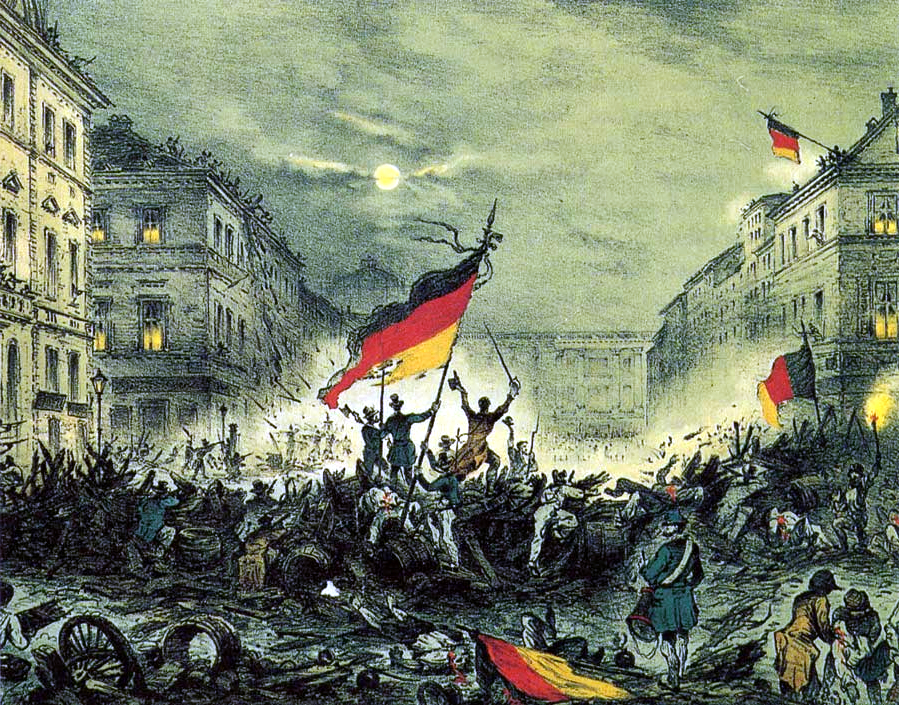
Revolutionärer jublar efter barrikadslagsmålen på Breite Straße den 18 mars 1848.

Kurfursten Fredrik III (som 1701 kröntes till Kung i Preussen, inte av Preussen, då han inte kontrollerade hela Preussen). fortsatte moderniseringen som den store kurfursten hade påbörjat. 1688 uppstod den femte stadsdelen "Friedrichstadt" där många hugenotter bosatte sig. 1709 förenade de dittills självständiga städerna Berlin, Cölln, Friedrichswerder, Dorotheenstadt och Friedrichstadt till Königliche Haupt- und Residenzstadt Berlin från och med 1 januari 1710. Det nya magistratet bestod av 19 medlemmar som allihopa satt på livstid. I och med den nya författningen hade Berlins självständighet avskaffats.
Eftersom den preussiska staten ökade sitt inflytande i Europa och var på väg mot att bli en stormakt ville Fredrik III även bygga ut residensstaden Berlin. 1694 värvades Andreas Schlüter, en av barockens mest betydande arkitekter för att bygga ut Berlins stadsslott som fram till 1707 blev utbyggt till ett praktresidens. Ett annat slott som fick berömdhet låg i förorten Lietzow och kallades sedermera Charlottenburg, så kallad efter drottningen Sophie Charlottes död. Därav fick slottet namnet "Schloss Charlottenburg (Charlottenburgs slott). Den arkitektoniska och konstnärliga utvecklingen sporrades av den år 1694 inrättade "Akademie der Künste" som utbildade nya konstnärer. Sophie Charlotte satte viktiga impulser för musik, teater och vetenskap, filosofen och matematikern Gottfried Wilhelm Leibniz kom på hennes initiativ till Berlin och det var hans idé att skapa "Akademie der Künste".
När Fredrik I dog 1713 hade Berlins invånarantal ökat från 25 000 till 60 000 och stadens glans hade förstärkts med talrika praktbyggnader. Dock hade samtidigt Preussens skulder ökat till 20 miljoner Taler.
Fredrik Vilhelm I som var vid makten från 1713 var en sparsam man som ogillade det praktfulla hovliv som fadern skapat. Han byggde upp Preussen till en betydande militär makt, dock utan att bli inblandad i någon större militär konflikt.
År 1709 hade Berlin 55 000 invånare varav 5 000 var i armén, 1755 hade invånarantalet stigit till 100 000 varav 26 000 soldater. Fredrik Vilhelm I lät även bygga Berliner Zollmauer (Berliner Zoll- und Akzisemauer) runt staden, en tullmur med 14 portar, som också hade till uppgift att hindra deserterande soldater att fly staden. 1740 kom Fredrik II av Preussen till makten, känd under namnet "Fredrik den store" (Friedrich der Große). Fredrik II kallades även "filosofen på tronen" då han bland annat förde korrespondens med Voltaire och under en längre period gästades av Voltaire. Fredrik II föredrog att uppehålla sig i det berömda sommarpalatset Sanssouci i Potsdam utanför Berlin. Under hans tid blev Berlin ett centrum för upplysningen. Den tidens mest kände filosof i Berlin var Moses Mendelssohn, som blivit en portalfigur för Haskala, dåtidens upplysningsrörelse inom judendomen. Under efterföljaren Fredrik Vilhelm II av Preussen följde stagnation. Fredrik Vilhelm II var en motståndare till upplysningen, praktiserade censur och satte in repressalier. Under hans tid uppfördes stadsmuren på nytt i sten. I slutet av 1700-talet gav han uppdraget att bygga ett nytt Brandenburger Tor - idag stadens kända varumärke. Det är den enda av tullmurens portar som står kvar idag.
År 1806 intog Napoleon Bonaparte Berlin. Allmänna demokratiska reformer infördes och Berlin fick en egen förvaltning. 1809 ägde de första valen till Berlins stadsparlament rum, dock bara med rösträtt för manliga godsägare ur borgerskapet. Den förste överborgmästaren i Berlin tillträdde efter valet.
År 1810 grundades Berlins universitet av Wilhelm von Humboldt, dagens Humboldt-Universität zu Berlin, med Johann Gottlieb Fichte som dess första rektor. 1810–11 kom också Berlins första dagstidning ut, Berliner Abendblätter ("Berlinska aftonblad"), som gavs ut av Heinrich von Kleist. Från 1812 fick judarna yrkesfrihet. Fransmännens nederlag 1814 betydde också slutet för reformerna.

### Industriella revolutionen i Berlin
Under 1800-talets andra hälft började den industriella revolutionen och invånarantalet steg raskt från 200 000 till 400 000, vilket gjorde Berlin till Europas fjärde största stad. Preussens första järnväg startade mellan Berlin och Potsdam 1838 (Berlin-Potsdamer Eisenbahn). Potsdamer Bahnhof markerade början till järnvägsstaden Berlin som snabbt växte fram. Liksom i andra europeiska städer var 1848 revolutionens år. Fredrik Vilhelm IV av Preussen slog ner revolutionen som i Berlin kallades Barrikadenaufstand. Följden blev att Berlins självförvaltning återigen inskränktes så tillvida att den inkomstgräns som berättigade till deltagande i valen höjdes. Detta förde med sig att bara fem procent av befolkningen var valberättigade, ett system som fanns kvar fram till 1918.
År 1861 blev Wilhelm I kung och i början av hans regeringstid fanns hopp om en liberalisering. Wilhelm I utnämnde liberala ministrar och lät bygga Rotes Rathaus. År 1861 utvidgades Berlin genom inkorporeringar av Wedding och Moabit och förstäderna i Tempelhof och Schöneberg. Stadens fortsatta stora befolkningstillväxt ledde till stora problem. 1862 trädde Hobrechtplanen i kraft som skulle samordna bebyggandet av Berlin och dess omland. James Hobrechts arbete lade grunden för det moderna Berlin som växte fram under 1800-talets senare hälft och början av 1900-talet. Byggandet av vattenförsörjning och kanalisation under ledning av James Hobrecht och Rudolf Virchow skapade förutsättningar för det moderna Berlin och förbättrades invånarnas hälsa avsevärt.

## Kejsardömet Tyskland

### Berlin: huvudstad i Kejsardömet Tyskland

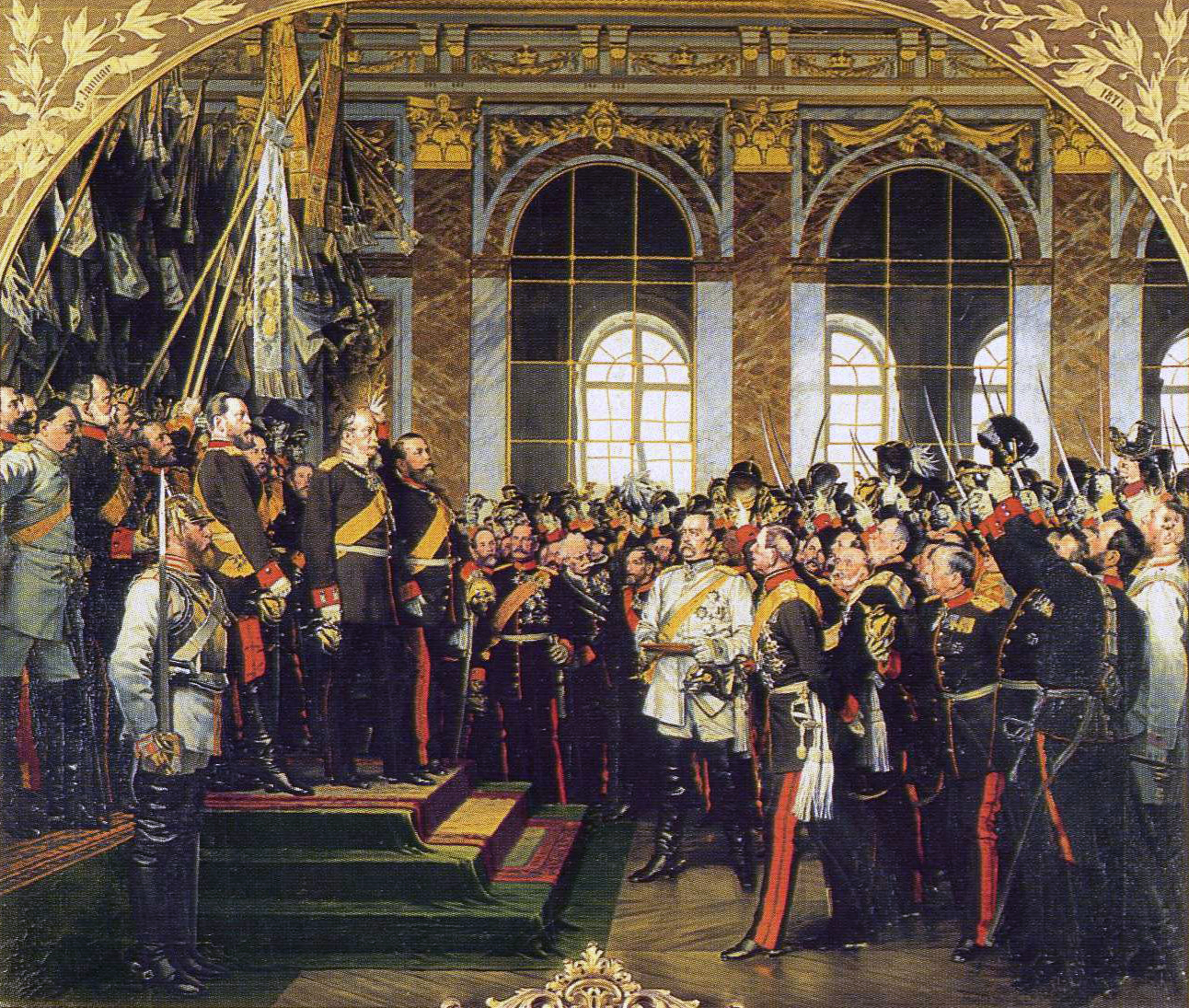
Kröningen av Wilhelm I i Versailles

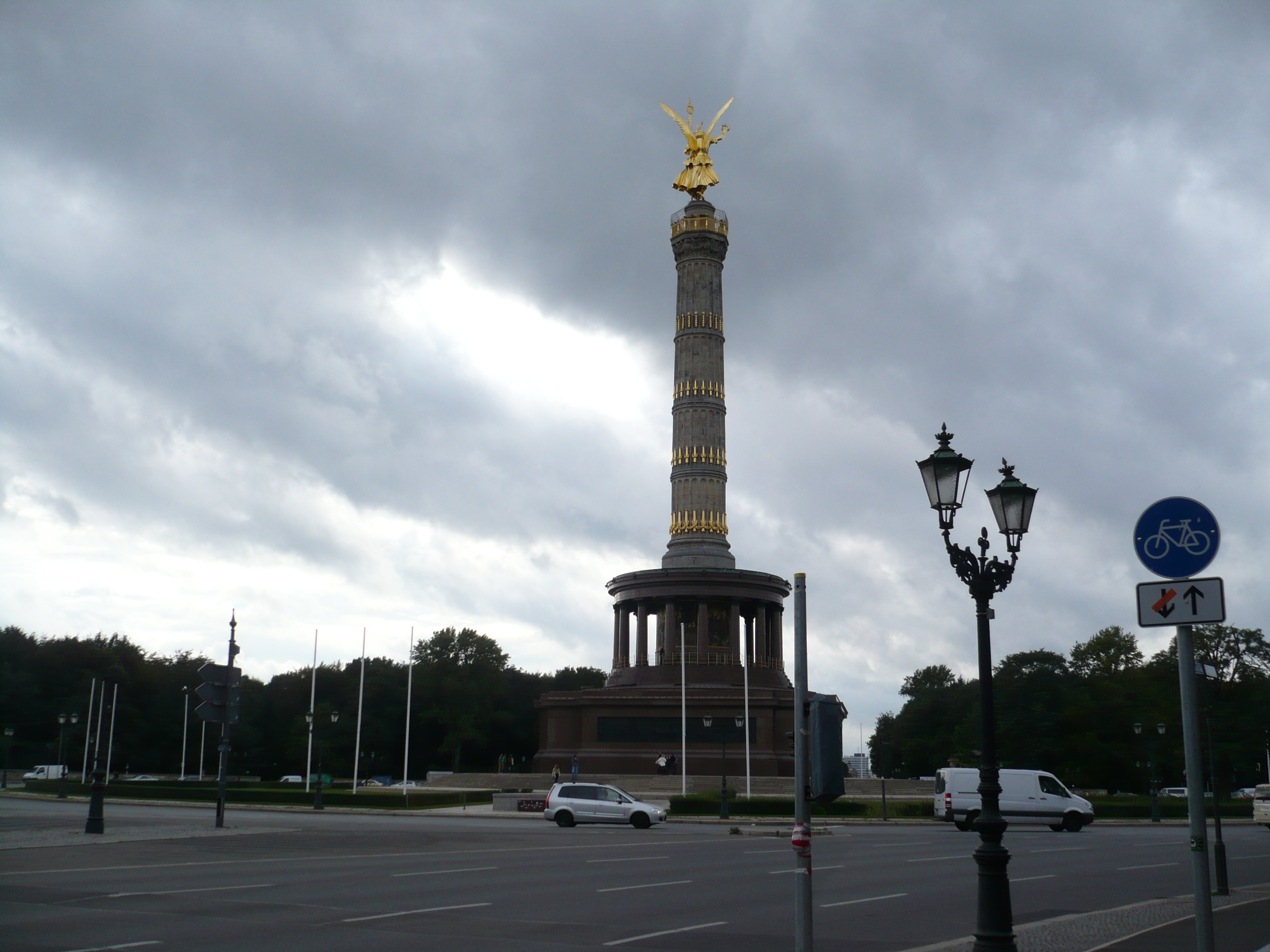
Siegessäule

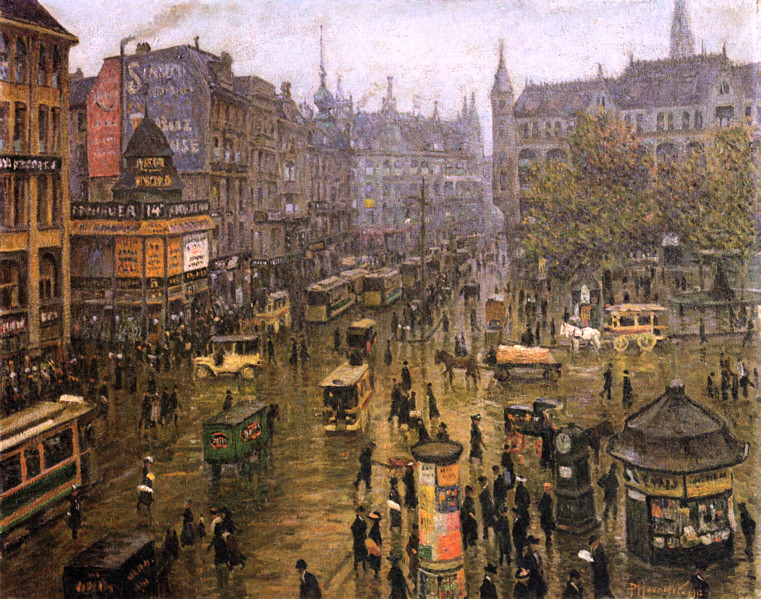
Spittelmarkt i Berlin 1912.

Efter Preussens krig mot Danmark 1864 och Österrike 1866 blev Berlin huvudstaden för det Nordtyska Förbundet och efter det Tysk-franska kriget grundades Deutsches Reich (Kejsardömet Tyskland) genom kröningen av Wilhelm I den 18 januari 1871 i Versailles. Otto von Bismarck blev rikskansler och Berlin rikets huvudstad. Till minne av de krig som föregick Tysklands enande byggdes Siegessäule i Tiergarten med erövrade kanoner utanpå.
Berlin var ingen metropol än men Carl Ludwig Friedrich von Hinckeldey (polispresident sedan 1848) nyordnade infrastrukturen inklusive vattenförsörjningen och brandkåren. Även Karl Theodor Seydel (borgmästare sedan 1862) skapade viktiga förutsättningar genom att bygga ut kanalisationen och att ge i uppdrag att bygga Mietskasernen (uthyrningsbaracker) i den växande staden. Ingenjören James Hobrecht fick i uppdrag att bygga de nya bostäderna som uppstod främst i stadsdelar som Wedding, Prenzlauer Berg, Kreuzberg och Neukölln där flest människor bodde. Husen mot gatan befolkades främst av folk som hade mycket pengar, på bakgårdarna bodde folk med mindre pengar.
Berlin hade under tiden blivit en industristad med 800 000 invånare. Infrastrukturen hängde inte med i stadens tillväxt. År 1873 påbörjades slutligen med byggandet av en kanal som stod klar 1893. Efter Grundartidens (Gründerzeit) ekonomiska boom följde en ekonomisk kris under 1870-talets andra hälft. Stadens utveckling var liksom tidigare ett omstritt ämne.
År 1884 påbörjades byggandet av riksdagshuset, Reichstag, som stod klart tio år senare 5 december 1894 och som idag är säte för den tyska förbundsdagen. År 1896 påbörjades konstruktionen av Berlins tunnelbana på grund av den kraftigt tilltagande trafiken och byggandet av järnvägens förortsbanor. 1902 började tunnelbanetrafiken som i olika omgångar byggdes ut kommande decennier. Billiga arbetarbostäder, så kallade Mietskaserne uppfördes i områden runt om stadens centrum (Kreuzberg, Prenzlauer Berg, Friedrichshain och Wedding) i vad man kallade Wilhelminischer Ring.
Berlin hade kring sekelskiftet 1 900 storföretag inom verkstadsindustrin som Siemensverken (med Osram), AEG och Borsig som präglade staden och stadsdelar på olika sätt. Inom läkemedelsindustrin fanns Schering. I sydvästra Berlin byggdes stora och vida villakolonier för det välbeställda borgerskapet och nya villakvarter följde i västra Berlin i slutet av 1800-talet. 1909 öppnades Tysklands första motorflygplats i Johannisthal.
Berlin växte i rasande fart och för att koordinera de olika delarna och infrastrukturen skapades 1911 stadsförbundet Zweckverband Groß-Berlin som var en föregångare till det Stor-Berlin som skapades 1920. Organisationen låg bland annat bakom Dauerwaldfördraget. Första världskriget ledde till hungersnöd i Berlin. Vintern 1916–1917 var 150 000 människor hänvisade till hungerhjälp och strejker bröt ut.

## Weimarrepubliken
När kriget tog slut 1918 abdikerade Vilhelm II av Tyskland. Socialisten Philipp Scheidemann och kommunisten Karl Liebknecht ropade båda ut republiken efter Tyska novemberrevolutionen. Under de kommande månaderna ägde många gatuslagsmål rum i Berlin mellan de olika fraktionerna. I slutet av december grundades Tysklands kommunistiska parti (KPD) i Berlin. I januari 1919 försökte partiet att ta makten genom Spartakistupproret. Revolten misslyckades och 15 januari dödade högerinriktade trupper, frikårer, de kommunistiska ledarna Rosa Luxemburg och Karl Liebknecht. I mars 1920 försökte Wolfgang Kapp, grundare av högerpartiet Deutsche Vaterlandspartei, att största regeringen genom Kappkuppen. Garnisonstrupperna i Berlin anslöt sig till Kapp och regeringsbyggnaderna ockuperades (Weimarrepublikens regering hade redan lämnat Berlin). Kuppen förhindrades genom en generalstrejk.

### Stor-Berlin

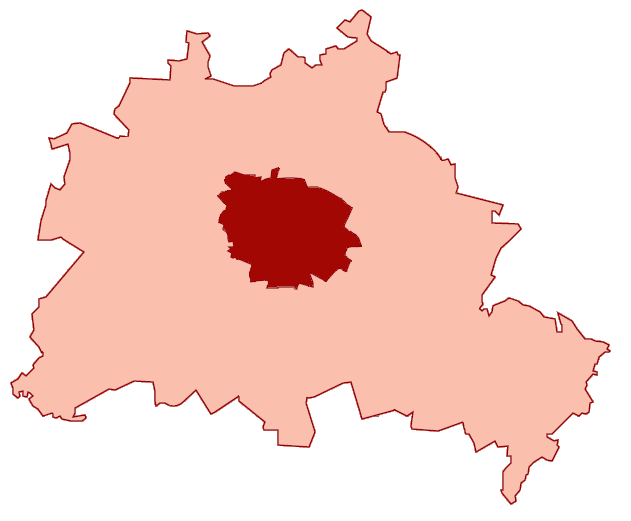
Staden Berlin före och efter 1920.
Det rosa området visar egentligen dagens Berlin, men skiljer sig inte mycket från Stor-Berlin 1920.

Den 23 februari 1919 valdes ett nytt stadsparlament (Stadtverordnetenversammlung), numera i allmänna och lika val. SPD och USPD fick drygt 30% var och därmed fick båda partierna två tredjedelar av mandaten. I det preussiska parlamentet fick de igenom att Berlin med sina 1,9 miljoner invånare och de sju omkringliggande städerna (Charlottenburg, Köpenick, Lichtenberg, Neukölln, Schöneberg, Spandau och Wilmersdorf) med 1,2 miljoner invånare sammanfattades till Stor-Berlin (Groß-Berlin) den 1 oktober 1920 som numera omfattade en yta på ca 880 kvadratkilometer. 20 stadsdelar bildades och varje stadsdel (Bezirk) fick en stadsdelsnämnd (Bezirksamt) och ett stadsdelsparlament (Bezirksversammlung). Syftet var att så många beslut som möjligt fortfarande skulle beslutas så nära invånarna som möjligt. Politiskt innebar denna reform att SPD och USPD/KPD fick minskad makt eftersom villaförorterna, som numera tillhörde Berlin, inte röstade på något av dessa partier. Dessutom fick de borgerliga partierna större inflytande när den borgerliga kandidaten Gustav Böss blev borgmästare eftersom socialdemokrater och kommunister inte kunde komma överens om en kandidat.
1924 öppnades flygplatsen och samma år ägde den första Internationale Funkausstellung Berlin rum på mässområdet. Berlin var Tysklands näst största insjöhamn. Denna infrastruktur krävdes för över fyra miljoner berlinare. 1926 invigdes Funkturm i samband med upptakten av det tredje Internationale Funkausstellung Berlin.

### Politiska och ekonomiska kriser
Den allt snabbare inflationen, skadeståndskraven efter Versaillesfreden och Frankrikes ockupation av Ruhrområdet (Ruhr-ockupationen) när Tyskland inte kunde betala skadestånden tillfälligt ledde till ett klimat där högerpartier skyllde alla negativa utvecklingar på den nya demokratin. I riksdagsvalet 1920 förlorade "Weimarkoalitionen" bestående av socialdemokratiska och liberala partier sin majoritet och följdes upp av borgerliga regeringar fram till valet 1928. I Berlin manifesterades kristiderna genom 1923 års hyperinflation som nådde sin höjdpunkt i att en brödlimpa kostade 80 miljarder riksmark. Bagerier och livsmedelsaffärer stormades, hungerkravaller präglade gatubilden. Utöver det var över 200 000 arbetslösa registrerade hos arbetsförmedlingen. den 20 november 1923 ströks tolv nollor och en biljon riksmark ersattes med en "rentenmark". Genom denna valutareform inleddes en ny fas av välstånd som senare blev känd som "det gyllene 20-talet".
1922 mördades utrikesministern Walther Rathenau i Berlin. Staden var chockad och en halv miljon människor kom till begravningen.

### Berlins gyllene 20-tal

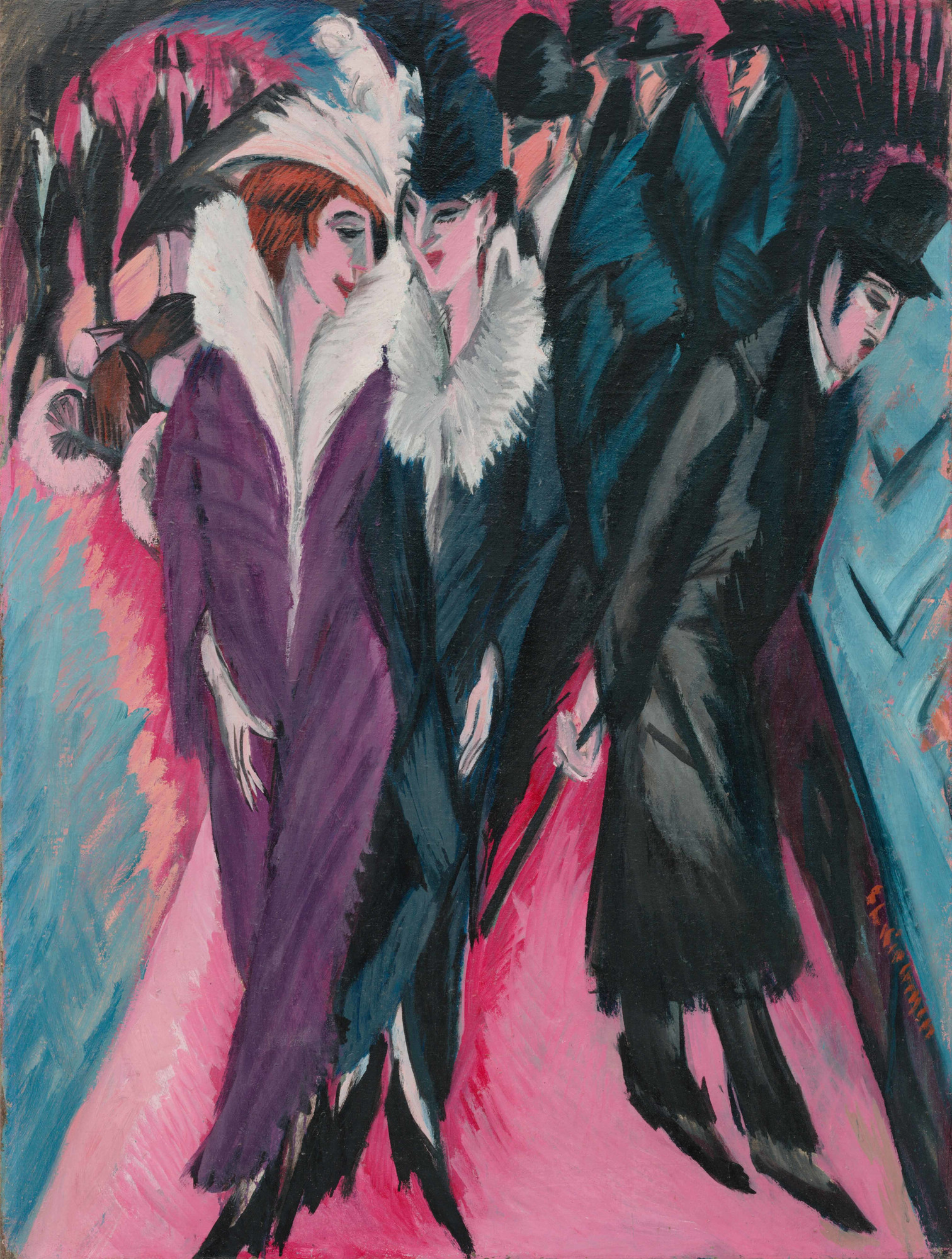
Die Straße, 1913
Ernst Ludwig Kirchner.

Från 1924 förbättrades situationen genom Dawesplanens överenskommelse med segrarmakterna. Berlins storhetstid, de så kallade Goldenen Zwanziger, tog sin början. Berlin blev vid denna tid kontinentens största industristad samtidigt som den utvecklades till europeisk metropol. Berlin utmärkte sig för sitt nöjesliv med kabaréer och nattlivet längs med Kurfürstendamm. Det var också en plats för progressiva strömningar inom konsten och det övriga samhällslivet.
Efter de första krisåren började en kort epok som med vissa inskränkningar kan kallas för "det gyllene 20-talet". Berlin hade en stor ekonomisk vitalitet som visade sig genom att stora företag hade sina kontor i huvudstaden, en tolftedel av företagen och en tiondel av alla anställa koncentrerades här. Berlin var kontinentens största industristad och innehade den fjärde platsen globalt efter London, New York och Chicago. Särskilt betonas kan företagen Siemens och AEG som var viktiga motorer inom elektronikbranschen. Innerstaden blev allt mer ett centrum för finansindustrin och moderna höghus som Columbushuset på Potsdamer Platz samt kontorshusen på Alexanderplatz uppstod. Dessa moderna hus var också ett resultat av "Neues Bauen", ett slagord för det nya sättet att bygga: man fokuserade numera på att använda glas, stål, betong och sten för att bygga funktionella hus. Moderna bostadshus som Hufeisensiedlung (Hästskokvarteret) i Britz, Weisse Siedlung (Vita Staden) i Reinickendorf och Wohnstadt Carl Legien i Prenzlauer Berg uppstod. Arkitekter som Erich Mendelsohn och Walter Gropius blev viktiga företrädare för denna strömning. Trots detta nya sätt att bygga förblev bostadsbristen eftersom bostadsbyggandet inte höll jämna steg med den stigande efterfrågan. Runt Kurfürstendamm bildades en andra "city" där biografer, teatrar och kaféer blev den mittpunkten för stadens medel- och överklass.
I takt med att Berlin växte upplevde även trafiken ett uppsving. Sedan Stor-Berlin hade bildats den 1 oktober 1920 ingick även alla spårvagnar i "Berliner Strassenbahn". U-Bahn (tunnelbanan) byggdes ut sedan 1926 och fram till 1929 hade den blivit 75 kilometer lång och omfattade 94 stationer men Den Stora Depressionen satte stop för denna expansion. 1928 bildades BVG som numera drev alla bussar, spårvagnar och tunnelbanor i världens största kommunala företag. De från 1924 elektrifierade stads-, ring och förortsbanorna slogs 1930 samman under namnet S-Bahn. Överregionalt blev Berlin knutpunkten för tågresande, den "Flygande Hamburgaren" uppnådde 160 km/h på sin resa mellan Berlin och Hamburg. Även flygtrafiken tilltog på stadens centrala flygplats Tempelhof som hade öppnats 1923. Tiotusentals människor befordrades sedan mitten av 1920-talet, det 1926 bildade flygbolaget Lufthansa ansvarade för flygtrafiken.
Weimarrepublikens tillkomst innebar att konsten blev friare, enligt Weimarrepublikens artikel 142 var konsten fri vilket visade sig i att författaren Max Liebermann blev hedersmedborgare och att Heinrich Mann valdes in i "Akademie der Künste". Teatrarna och operahusen dominerades av nya strömningar som impressionism och expressionism. Preussens kulturminister Becker och Berlins borgmästare Böss blev drivande krafter i att göra Berlin till ett internationellt kulturcentrum som drog till sig konstnärer och författare från hela världen, att nämna här är exempelvis Bertolt Brecht, Kurt Tucholsky och Franz Kafka som kom till Berlin.
Berlin blev även magnet för filmbolag, störst var UFA som blev känt för filmer som Fritz Langs Metropolis och Josef von Starnbergs Der blaue Engel. Bland stadens 4 000 biografer kunde berlinarna beundra nya filmstjärnor som Marlene Dietrich och Hans Albers. Även Greta Garbo verkade i Berlin i början av sin filmkarriär. Ufas filmstad i Babelsberg utvecklades till ett europeiskt Hollywood med storfilmer som Metropolis och M - eine Stadt sucht den Mörder. Filmer som Dr. Mabuse (1922), Die Nibelungen (1924) och Faust (1926) gjorde Ufa till direkt konkurrent till Hollywood. Nattlivet har fått sitt mest kända eftermäle i filmen Cabaret som också visar nazismens intåg i det tyska samhällslivet. Berlin blev Europas kulturella centrum med personer som arkitekten Walter Gropius, fysikern Albert Einstein, målaren George Grosz, författare som Arnold Zweig,  och regissörer som Friedrich Wilhelm Murnau.
1930-1933 utförde Verein für Raumschiffahrt de första försöken med Flüssigkeitsraketen, raketer med flytande bränsle,  på raketflygplatsen Raketenflugplatz Berlin i Tegel. I gruppen ingick Wernher von Braun.

### Weimarrepublikens undergång
Berlins uppgång slutade 1929 med den stora depressionen, som i början av 1930-talet nog drabbade Tyskland hårdare än något annat land i Europa. Hade arbetslösheten i huvudstaden sjunkit till 70 000 år 1924 pendlade den mellan 150 000 och 200 000 fram till 1929. Ett första tecken på de begynnande ekonomiska problemen var upproren bland arbetslösa i maj 1929 som krävde 23 döda och 73 skadade när polisen använde sig av vattenkastare och bepansrade fordon. En stadig inflyttning till Berlin samt att staden bidrog till att stödja fattiga kommuner i hela riket förvärrade stadens ekonomiska problem.
Därtill hamnade borgmästaren Böss i skottlinjen när det uppdagades att politiker och tjänstemän hade köpt kläder av företaget Sklarek till starkt rabatterade priser eller till och med hade fått dem gratis. Detta var ännu mer pikant eftersom borgmästaren Böss hade bett alla offentligt anställda att köpa kläderna från just företaget Sklarek. Senare kom det fram att Sklarek hade mutat flera politiker för att få en monopolställning för försäljningen av kläderna till politikerna. Nazisternas partitidning "Völkischer Beobachter" försökte att utnyttja faktumet att bröderna Sklarek hade en judisk bakgrund. I kommunalvalet gynnades framförallt nazisterna som för första gången fick mandat i stadsparlamentet. NSDAP:s framgång kan dock inte enbart förklaras genom korruptionsskandalen utan måste även ses mot bakgrund av den begynnande ekonomiska krisen.
När den ekonomiska depressionen tog sin början med kraschen på Wall Street i oktober 1929 drabbades Berlin hårt. Företagskonkurser, t.ex. Borsig som kort före julen 1931 hade avskedat alla anställda, ledde till sjunkande skatteintäkter samtidigt som allt fler människor behövde ta välfärden i anspråk. 1932 hade arbetslösheten stigit till 635 000. Detta påverkade även de politiska valen, 1929 hade kommunisternas (KPD) röstandel ökat till nästan 25% samtidigt som nazistiska NSDAP ökade till knappt 6%. I riksdagsvalet 1930 hade nazisterna i Berlin ökat till över 14%. I stort dominerades Berlin dock av partier till vänster, en trend som NSDAP ville bryta. Genom att göra Joseph Goebbels till "Gauleiter" i Berlin 1926 ökade nazisternas närvaro i huvudstaden och därmed ökade även gatustriderna mellan nazisterna och deras politiska fiender. På grund av gatustridernas omfattning förbjöds partiet i maj 1927 men i mars 1928 upphävdes förbudet vilket återigen ledde till kravallerna som krävde offer, bara i maj 1929 dog 42 människor. I ett sista försök att lugna ner situationen förbjöd Weimarrepublikens president Hindenburg nazisternas SA och SS i april 1932, men när general Kurt von Schleicher blev rikskansler upphävdes förbudet bara två månader senare i juni 1932. Konsekvenserna av upphävningen märktes omedelbart, enbart under en enda månad dog 99 människor och 1 000 skadades efter sammandrabbningar mellan SA och kommunisternas Rotkämpferbund. Även i Berlin utnyttjade nazisterna möjligheten att förstärka sin terror på Berlins gator mot politiska motståndare sedan förbudet hade hävts. Detta tillstånd, som liknade ett inbördeskrig, använde rikskanslern von Papen som förevändning för att utlysa nyval till riksdagen samtidigt som han avsatte Preussens regering i en statskupp ("Preußenschlag"). I valet i november 1932 fick NSDAP i Berlin drygt 28% medan nästan 55% röstade på kommunistiska KPD och socialdemokratiska SPD. Därmed kan man konstatera att NSDAP även i slutet av Weimarrepubliken hade svårt att få fotfäste i huvudstaden, Berlin förblev en "röd" stad.

## Tredje riket

### Maktövertagandet

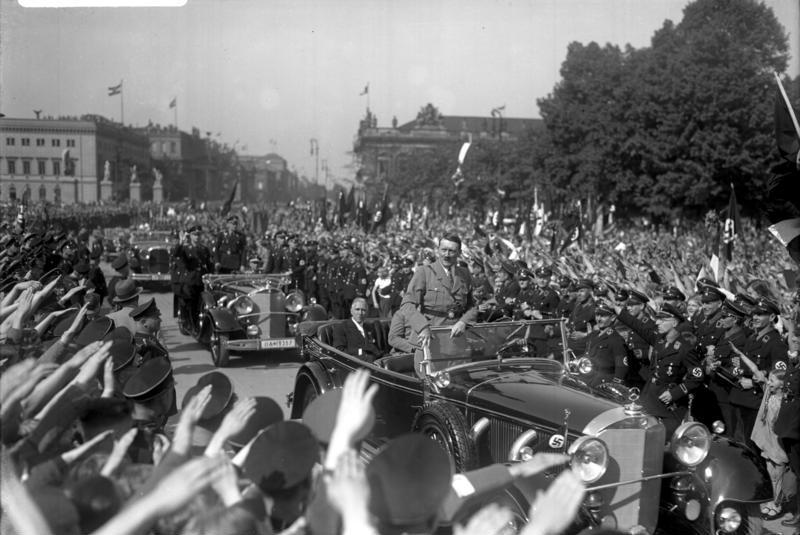
Adolf Hitler och von Papen i samband med 1 maj 1933 i Lustgarten i Berlin.

Berlin var aldrig centrum för den nationalsocialistiska rörelsen som hade sina rötter i Bayern. I Berlin fick NSDAP betydligt färre röster än i riksgenomsnittet. I de sista fria valen november 1932 fick Nazisterna 26% i Berlin (riket: 33,1%), medan kommunistiska KPD fick 31% (riket: 16,9%).
Maktövertagandet den 30 januari 1933 celebrerade nazisterna genom ett fackeltåg genom Brandenburger Tor när 15 000 anhängare marscherade i sex timmar. Den 27 februari 1933 brann Riksdagen i Berlin. Vem som anlade branden är fortfarande oklart, nederländaren Marinus van der Lubbe arresterades och avrättades 1934 efter en skådeprocess. Efter riksdagsbranden den 27 februari 1933 intensifierades terrorn mot oliktänkande, 1 500 personer arresterades enbart i Berlin.  Riksdagsbranden användes av NSDAP för att avskaffa grundläggande rättigheter. Redan strax efter den 30 januari hade SA och SS inrättat ca 50 "vilda" koncentrationsläger i staden där människor misshandlades svårt eller försvann för att aldrig dyka upp igen. I mars 1933 upprättades Preußens första koncentrationsläger i Sachsenhausen i Oranienburg norr om Berlin.
De sista officiella valen den 5 mars 1933, som överskuggades av nazisternas terror mot oliktänkande, visade återigen att Berlin var rött: ca 22% röstade på socialdemokraterna och drygt 24% på kommunisterna. Men även i Berlin fick NSDAP och koalitionspartnern, national-konservativa DNVP, 50,3% av rösterna. Strax därefter avskaffades Berlins magistrat (stadens regering) och borgmästaren underställdes en nationalsocialistisk stadskommissionär. Den 23 mars 1933 beslutade riksdagen Fullmaktslagen som gav regeringen (och därmed även Hitler) makten att stifta lagar utan riksdagens stöd. Enbart SPD röstade emot, KPD:s mandat hade redan innan omröstningen ogiltigförklarats. Även på andra sätt bekämpades dem som ansågs inte passa in i det nationalsocialistiska samhället. Den 10 maj 1933 förbrändes böcker av icke-önskade författare (Bücherverbrennung) på Opernplatz mittemot Friedrich-Wilhelm-Universität (idag: Humboldt-Universität). I juni mördades över 20 SPD- och KPD-anhöriga av SA (Köpenicker Blutwoche).

### Judarnas situation
1933 levde omkring 160 000 judar i Berlin: en tredjedel av alla tyska judar, fyra procent av stadens befolkning. En tredjedel var fattiga immigranter från Östeuropa som huvudsakligen levde i Scheunenviertel i närheten av Alexanderplatz. Judarna förföljdes från första början av nazistregimen, redan i mars tvingades alla judiska läkare att lämna sjukhuset Charité.
Nazisternas raspolitik ledde till att många grupper som t.ex. musiker, konstnärer eller lärare blev av med sina jobb, något som frivilliga judiska organisationer försökte parera genom att skaffa jobb åt dem som hade blivit arbetslösa. Dock kunde dessa organisationer inte förhindra att judarnas situation försämrades allt mer. Den 1 april 1933 utsattes judiska affärer för "Judenboykott" då man höll borta den övriga befolkningen från att handlar i judiska affärer. En höjdpunkt av våldet mot judarna nåddes vid "Kurfürstendammkravallerna" den 15 och 16 juli 1935 som även utländska tidningar berättade om. I tysthet blev många judar av med sina affärer genom den så kallade "ariseringen" vilket innebar att judiska affärsinnehavare antingen inte fick lån eller att de judiska VD:n ersattes med "ariska" VD:n. I Berlin drabbade detta flera stora varuhus, däribland KaDeWe.
9–10 november 1938 skedde Kristallnatten då synagogor sattes i brand, judiska affärer och våningar förstördes och många judar greps. Nio av stadens tolv synagogor och nästan 1 000 affärer förstördes i huvudstaden.
Omkring 1939 levde fortfarande omkring 75 000 judar i Berlin.

### Sommarspelen 1936

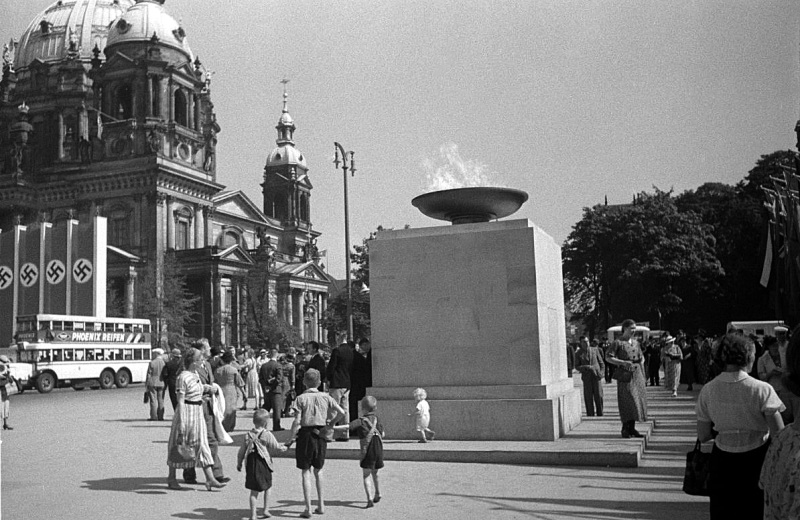
Den olympiska elden vid Berlins domkyrka i Lustgarten.

1936 anordnades de Olympiska sommarspelen 1936 i Berlin som nazisterna använde till propaganda. I Berlin byggdes i samband med spelen Berlins Olympiastadion i Charlottenburg. Där Olympiastadion byggdes fanns det en gammal arena ("das Deutsche Stadion") som revs och istället anlades "Reichssportfeld" med nya Olympiastadion (kapacitet: 100 000 åskådare) i centrum. Väster om arenan byggdes "Maifeld" (och Glockenturm) som gav plats för 300 000 människor. Därtill anlades en simarena, en lanthockeyarena, ett ridstadion och en utomhusscen som fortfarande används under namnet Waldbühne. Den första augusti 1936 började den stora propagandashowen med en stor iscensättning på gatan Unter den Linden där även den olympiska elden anlände efter sin resa från Olympia i Grekland via Belgrad, Prag och Wien, något som var helt nytt för detta OS. Hela gatan pyntades med hakkorsflaggor och tyska städernas banér, på Pariser Platz vajade nationernas flaggor. Sträckan mellan Unter den Linden och Olympiastadion smyckades med flaggor, kransar, vimplar och girlander. Coca Cola öppnade en tappningsanläggning i Lichterfelde för att förse de olympiska spelen med läsk, men Coca Cola konsumerades även på nazistpartiets årliga riksmöten och var överlag en vanlig dryck i Tredje Riket.
För att ge sken av att Tredje riket var ett "vanlig land" minskade diskrimineringen och förföljelsen av den judiska befolkningen och andra folkgrupper. I barerna spelades jazz och swing som egentligen betraktades som "negermusik" av nazisterna. Skyltar som sa att judar inte hade tillträde togs ner, likaså förbjöds den antisemitiska tidningen "Der Stürmer" så länge spelen varade. Även på andra sätt försökte nazisterna att exploatera evenemanget propagandistiskt. Högtalare monterades i träden på Kurfürstendamm för att direktsända från OS och i offentliga "Fernsehstuben" (tevestugor) kunde man se direktsändningar från Olympiastadion. Men bakom fasaden fortsatte nazisternas kamp mot de som inte passade in i "Volksgemeinschaft". Koncentrationslägret "Sachsenhausen" norr om Berlin fortsatte byggas under OS och romerna internerades i ett läger långt ute i östra Berlin. Judarna hade blivit uteslutna från idrottstävlingar flera år tidigare men fick tävla i OS, dock klarade de allra flesta inte kraven just för att de inte hade tävlat på flera år. Att judiska idrottare fick delta i de olympiska spelen hade sin bakgrund i att USA hotade med att bojkotta spelen om inte judar fick delta. Sammantaget blev de olympiska spelen en stor propagandasuccé för Hitlertyskland: tyska idrottare tog många medaljer och besökarna imponerades av spelets dimensioner och organisation.

### Welthauptstadt Germania
Nationalsocialisternas planer för Berlin var omfattande, stora delar av staden skulle rivas och byggas på nytt under namnet "Germania". Albert Speer, född 1905 och sedan 1931 medlem i NSDAP, utsågs den 20 januari 1937 av Hitler till "Generalbauinspektör für die Reichshauptstadt". Speers myndighet hade sitt huvudkontor på Pariser Platz, i närheten av regeringskvarteret på Wilhelmstraße vilket gav Hitler möjlighet att hälsa på Speer och titta på planerna och modellerna vid behov. Hitler ogillade Berlins arkitektur med sitt fåtal representativa byggnader, vilket skulle ändras nu. Fram till 1936 stängdes motorvägen runt Berlin (Berliner Ring). Reichsluftfahrtministerium på Leipziger Strasse, Deutschlandhalle på Messegelände, utbyggnaden av Flygplatsen Tempelhof och utbyggnad av Reichssportfeld nära Olympiastadion var prestigefyllda projekt som skulle ge Berlin sin politiska representation. Samtidigt förföljde Hitler också storartade planer på att bygga om Berlin till Welthauptstadt Germania.

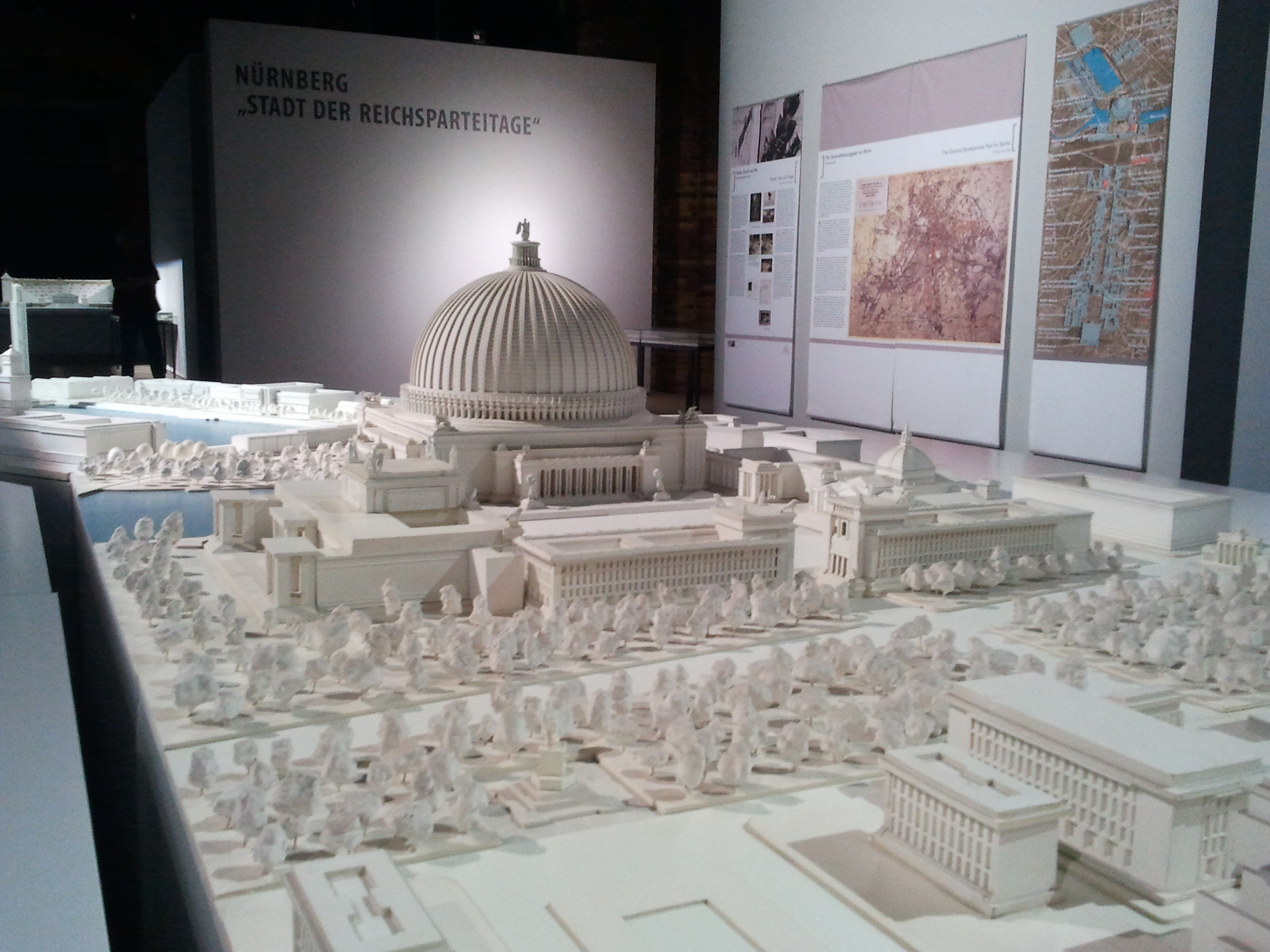
Modell av "Germania". I mitten syns "Volkshalle" med sin över 300 meter höga kupol.

Germanias kärna var öst-väst-axeln och nord-syd-axeln som skulle mötas i Tiergarten. Utanför Nordbahnhof skulle "Stora hallen" speglas i en vattenbassäng på 1 200 meters längd och 400 meters bredd. Den stora hallen skulle ge plats åt upp till 180 000 åskådare. Den skulle stå bredvid Riksdagen med en höjd på 320 meter. Jämte hallen skulle Führerpalatset stå där Adolf Hitler hade haft sin arbetsplats. Här skulle "Führern" även haft sin privatlägenhet. Utanför palatset, på Adolf-Hitler-Platz, skulle miljontals undersåtar församlats vid särskilda tillfällen. Eftersom Hitler utgick ifrån att han skulle träffa impopulära beslut och att dessa skulle kunna leda till uppror skulle fönsterna och dörrarna vara skottsäkra. Vid Südbahnhof skulle triumfbågen stå, 117 meter hög, 170 meter bred och 119 djup. Längs nord-syd-axeln skulle det finnas en ny opera, en ny filharmoni, biografer, teatrar, hotell och lyxrestauranger. Vid öst-väst-axeln anlades "Der große Stern" väster om Brandenburger Tor och Siegessäule transporterades hit, förut hade den stått på Königsplatz. Dubbelarmade lyktstolpar placerades mellan großer Stern och Theodor-Heuss-Platz, där de fortfarande står. Vid varje ände av axlarna skulle det ligga en flygplats. En motorväg skulle omge staden, som även skulle genomskäras av ringlinjer. Tillfartsvägar skulle stråla ut från centrum till motorvägen. Väster om centrumet, i närheten av Olympiastadion, skulle "Högskolestaden" (Hochschulstadt) uppstå. Här ville man även bygga ett universitetssjukhus som skulle ersätta det stora sjukhuset Charité i centrala Berlin som skulle rivas till förmån av Germania. Söder om centrumet skulle det byggas ett nytt SS-högkvarter samt bostadskvarter som skulle övergå i villor ju längre man kom ut ur staden.
Albert Speer fick en lön motsvarande borgmästarens lön och förfogade över 60-70 miljoner riksmark varje år för att förverkliga de gigantiska planerna. Germania skulle invigas 1950. För att förverkliga projektet skulle stora delar av Berlins innerstad rivas. Förberedelserna till att bygga Germania ledde till att 70 000 judar vräktes ("Entmietung" [avhyrning] var begreppet som användes i tredje riket). Tusentals fångar i koncentrationslägren jobbade i stenbrotten för att skapa förutsättningarna för de monumentala byggen.

## Andra världskriget
1939 började andra världskriget men livet i Berlin fortsatte utan några större förändringar. Det som blev mest påtagligt de första krigsdagarna var livsmedelsransoneringar som påbörjades den 28 augusti 1939, dvs. två dagar innan kriget började. Ju längre kriget gick säkerställde man försörjningen genom att ta mat från de erövrade områden som t.ex. Ukraina. Någon krigsbegeistring så som 1914 fanns inte när kriget började, men Tysklands segrar under första halvan av kriget utlöste en eufori bland befolkningen, detta försvann dock efter nederlaget i Stalingrad i början av 1943 och när bombangreppen mot Berlin tilltog.

### Förföljelse

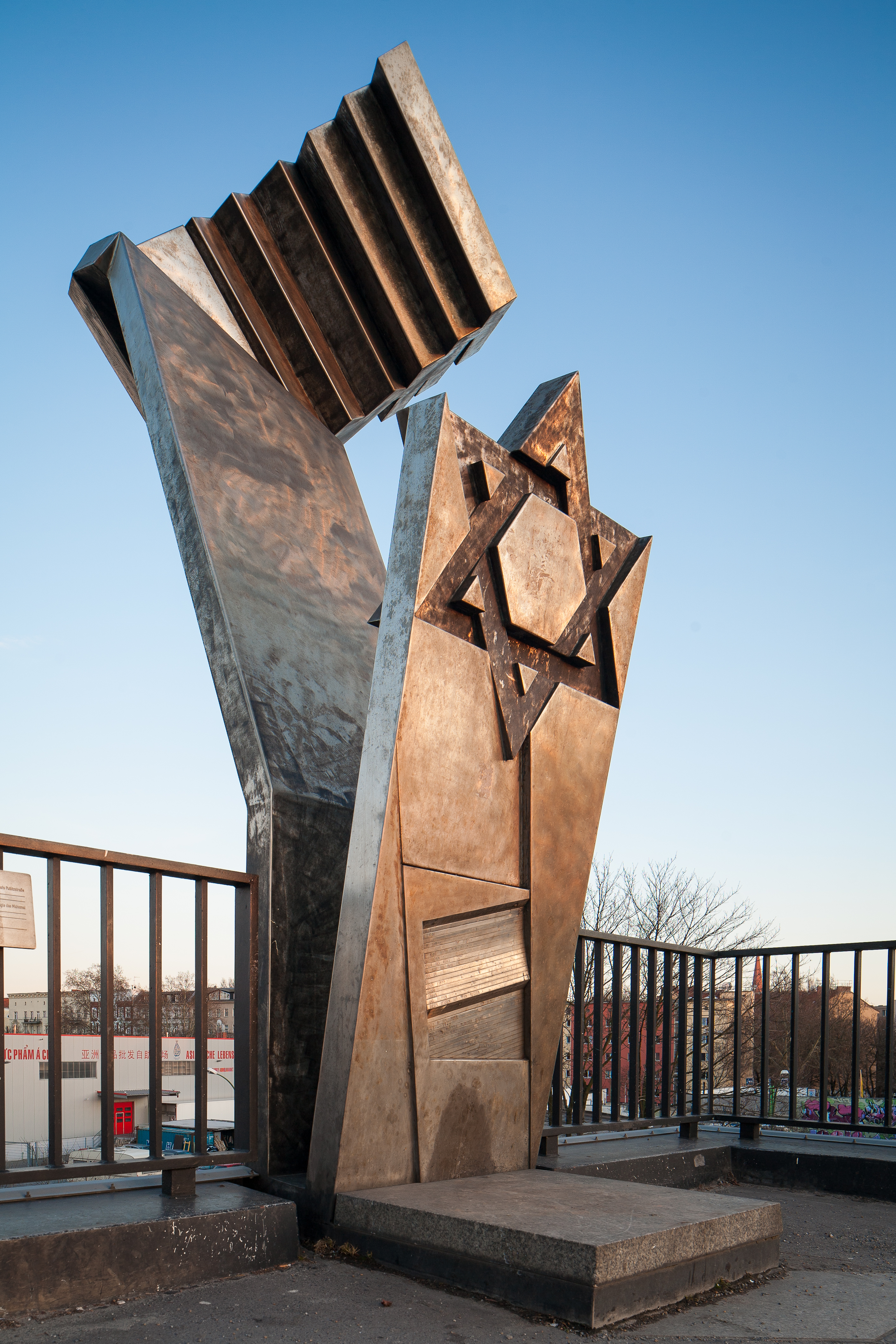
Minnessten vid S-Bahnhof Westhafen

De som inte anpassade sig till den nationalsocialistiska ideologin förföljdes hänsynslöst. Reichskriegsgericht på Witzlebenstrasse fällde 1 189 dödsdomar på grund av Wehrkraftzersetzung ("värnkraftssöndring"), vilket t.ex. drabbade Jehovas Vittnen som vägrade tjänstgöring i armén av trosmässiga skäl. Det fanns även en omfattande förföljelse mot politiska grupper som Rote Kapelle (röda kapell) som t.ex. delade ut affischer mot den rasistiska utställningen "Das Sowjetparadies" (Sovjetparadiset) och som informerade Sovjetunionen om tyskarnas angreppsplaner mot landet. De ledande figurerna Arvid Harnack och Harro Schulze-Boysen dömdes till döden den 19 december och avrättades den 22 december 1942.
Även de som av olika skäl inte passade in i nationalsocialismen förföljdes. På Tiergartenstrasse 4 befann sig centralen för "Aktion T4" som gick ut på att mörda "handikappade" och "sjuka". Bland de mördade befann sig flickan Hildegard Märtins som fick diagnosen "idioti" på grund av sin epilepsi och som därför lades in på "Wittenauer Heilstätten" där hon mördades senare. Mer än 70 000 människor mördades innan protesterna ledde till att operationen avbröts 1941.
De judar som fanns kvar i Berlin ghettoiserades i "Judenhäusern" (judehus) sedan 1939. Judarnas liv begränsades mer och mer ju längre tiden gick. Den 19 september 1941 infördes kravet att synligt bära på "judestjärnan". På Grosse Hamburger Strasse befann sig den största samlingsplatsen för judar som deporterades åren 1942 till 1944. Sedan 18 oktober 1941 rullade deportationstågen från S-Bahnstationerna Putlitzstrasse (idag: Westhafen), Grunewald och Anhalter Bahnhof, ca 55 000 judar deporterades. Ca 6 000 judar gömde sig för att undgå deportationerna som t.ex. Hans Rosenthal (sedermera känd tysk programledare och profil inom Berlins fotboll) som överlevde i en kolonilott som ägdes av några berlinare. Totalt var det 1 400 judar som överlevde kriget genom att de gömde sig. Hjälp fick de av människor som upprätthöll hemliga nätverk som hade erfarenhet i att dra sig undan Gestapo. Sedan 1943 deporterades även de judar som jobbade inom krigsviktig industri. Ett stort undantag var protesterna på Rosenstrasse som förhindrade deportationen av ett par hundra judar. En del judar samarbetade med Gestapo för att spåra gömda judar. I gengäld fick dessa "Greifer" ("gripare") ett arvode, behövde inte bära på "judestjärnan" och fick livsmedelskort.

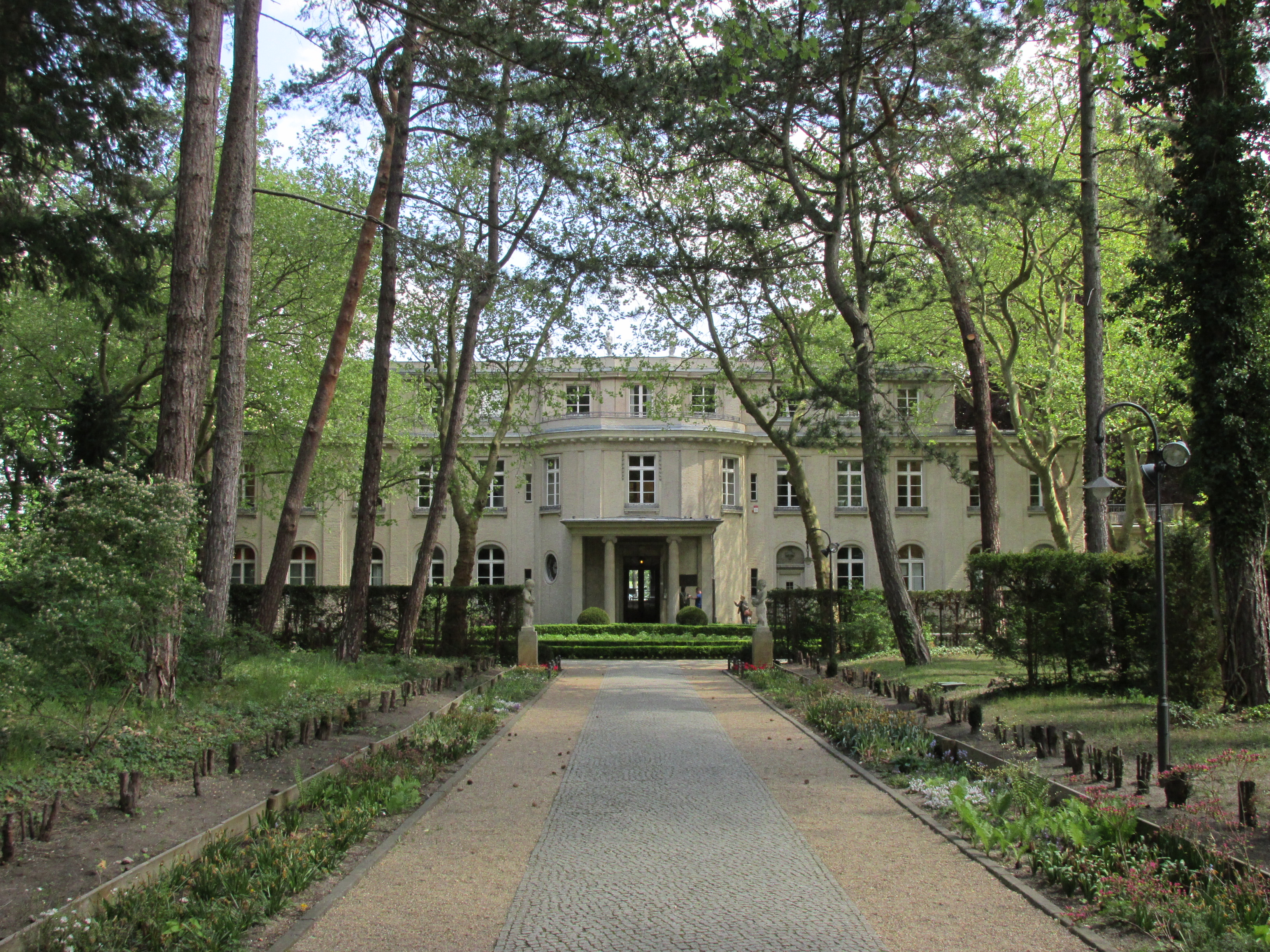
Wannseekonferensens hus

I den berlinska stadsdelen Wannsee ägde också Wannseekonferensen rum där "den slutgiltiga lösningen", dvs. folkmordet på judarna (Förintelsen), planerades och organiserades. Reinhard Heydrich hade kallat ledande nationalsocialisterna till mötet den 20 januari 1942. Även om folkmordet redan var igång (t.ex. via Einsatzgruppen som hade mördat 500 000 judar i Polen och Sovjetunionen fram till januari 1942) koordinerades och systematiserades folkmordet på konferensen.

### Lufträderna mot Berlin
De första brittiska flygangreppen skedde redan 1940 men de första skadorna var relativt små. I samband med USA:s inträde i kriget blev storleken på skadorna betydligt större. Medan britterna fortsatte sina bombningar under natten flög amerikanarna dagtid så att bombningar skedde under hela dygnet.
Efter den sista nämnvärda bombningen i november 1941 började bombkriget mot Berlin på allvar den 16 januari 1943, när 140 bombplan av Royal Air Force kastade 140 ton bomber på staden som dödade 148 människor och gjorde 10 000 hemlösa. Sedan sensommaren 1943 tilltog bombräderna mot Berlin som krävde 1 500 liv i augusti och september, ytterligare knappt 4 000 människor dog i de svåra bombningarna mellan den 22 och 26 november. "Luftslaget om Berlin" pågick fram till den 24 mars 1944 med 16 stora och 17 mindre angrepp på huvudstaden. Men till skillnad från Hamburg som hade upplevt en "eldstorm" tidigare samma år, förhindrade bebyggelsen (många hus bestod av stål och sten), ett litet antal trånga gränder samt bombplanens långa väg till Berlin en fullständig förstörelse av staden. I slutet av mars 1944 avslutade Royal Air Force luftslaget eftersom förlusterna på bombplanen hade stigit till ca tio procent per luftangrepp.
För Berlins civilbefolkning var det inte lätt att hitta skydd för luftangreppen, 1939 fanns det enbart ca 300 skyddsrum. En av de största bunkrarna i staden fanns vid Bahnhoof Zoo (nära Kurfürstendamm) där 18 000 människor kunde hitta skydd. Dock var tillträdet förbjudet för judar. På grund av de bristande skyddsmöjligheterna evakuerades allt fler barn ut på landet ("Kinderlandverschickung"). För att klara försörjningen blev det allt vanligare att laga mat i det fria och att använda de gamla vattenpumparna. Fram till mars 1944 hade ca 1,2 miljoner av stadens invånare evakuerats vilket minskade befolkningen från fyra till knappt tre miljoner. Bombangreppen hade även den effekten att människor mer än förut letade efter "opolitisk underhållning" för att klara vardagen, vilket visade sig i att t.ex. biograferna på Kurfürstendamm var fulla redan på förmiddagarna. Även huvudstadens teatrar var eftertraktade och spelade trots att två tredjedelar av dem hade fått stora skador i slutet av 1943.
1945 nådde bombningarna nya höjder, så även den 3 februari 1945 när de sista kvarstående resterna i stadens centrum mellan Alexanderplatz och Brandenburger Tor förstördes. I denna kanske svåraste räd mot Berlin dödades 2 500 människor, knappt 1 700 skadades och ca 120 000 människor blev hemlösa. "Operation Thunderclap" dröjde 90 minuter och genomfördes i två vågor. På grund av den hopplösa situationen försökte berlinarna att kompensera desperationen genom sarkasm. Uttryck som "Bombenwetter" (bombväder) och hälsningsfrasen "Bli kvar" istället för "Hej då" spred sig. Ett ännu svårare angrepp upplevde Berlin den 18 mars 1945 när 1 200 US-flygplan kastade 3 000 ton bomber på huvudstaden. Men fortfarande pratade en betydande del av civilbefolkningen om att "hålla ut" och att fortsätta kampen in i det sista. Motståndet som formerades i enskilda fall handlade mer om opolitiska protester exempelvis när publiken på enskilda biografer tvingade fram att huvudfilmen skulle visas före Wochenschau (de propagandistiska journalfilmerna) så att filmen inte skulle avbrytas på grund av den förväntade bombräden. När kriget var slut hade 612 000 lägenheter förstörts och 35 000 människor hade dött i bombräderna. Enligt andra beräkningar dog 60 000 människor.
Över 1,5 miljoner blev hemlösa som en följd av bombningarna. Delar av innerstaden blev totalförstörda. De yttre områdena hade mindre skador. I genomsnitt var en femtedel (50 % i innerstaden) av Berlins byggnader förstörda. Infrastrukturen förstördes till stora delar: försörjningen var fram till krigsslutet katastrofal. Totalt föll 450 000 ton bomber över Berlin.

### Slaget om Berlin
Huvudartikel: Slaget om Berlin

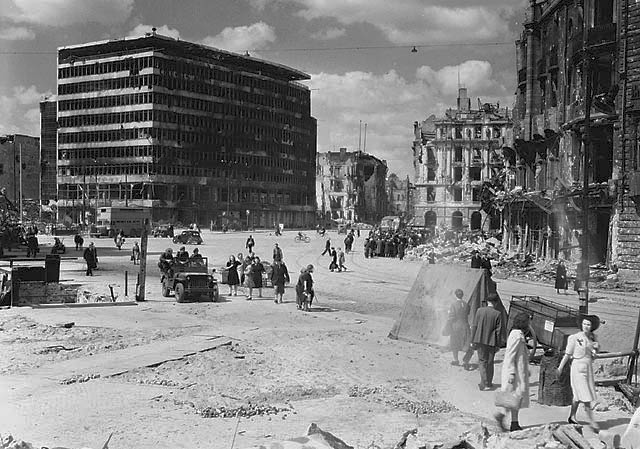
Potsdamer Platz den 9 juli 1945. Berlin var en av flera städer i Tyskland som skadades svårt under andra världskrigets bombningar.

Den 9 mars gav Hitler order om att Berlin skulle försvaras till sista man. Försvarslinjen inrättades 60 km utanför Berlin och var indelad i åtta zoner, där Rikskansliet och Führerbunkern tillhörde den innersta zonen. Den 16 april började slaget vid Seelower Höhen sju mil öster om Berlin där Sovjetunionen bröt igenom en dag senare. Efter det marscherade 2,5 miljoner ryska soldater mot Berlin som försvarades av 500 000 tyska soldater. Den 21 april korsades stadsgränsen av den röda armén. Efter hårda strider om varenda stadsdel nådde ryssarna regeringskvarteret nära Führerbunkern den 29 april. Hitler tog livet av sig i Führerbunkern under Rikskansliet den 30 april 1945. 2 maj kapitulerade staden till den röda armén som marscherade in i staden efter de sista gatustriderna. En del tyska soldater som ville ge upp eller som gömde sig avrättades av de egna, totalt 277 tyska soldater mellan januari och april 1945. Strax efter stadens kapitulation plundrades affärerna och militärförråden av civilbefolkningen eftersom man räknade med att magra tider väntade. Även våldtäkter förekom strax efter röda arméns ankomst i huvudstaden, man uppskattar att ca 10-20% av kvinnorna våldtogs. Samtidigt var de sovjetiska officerarna fast beslutna att upprätthålla lag och ordning i staden, i vissa fall sov de hos kvinnorna för att skydda de för våldtäkterna. Det dröjde dock ca två veckor innan kontrollen hade blivit återställd. Ett fortsatt problem var däremot en stigande kriminalitet där tyskar rånade andra tyskar. Samtidigt var den sovjetiska militäradministrationen angelägen om att återställa livsmedelsförsörjningen, redan den 3 maj iakttog Anneliese H. hur det delades ut mjöl, potatis, bröd och varm mat till de köande. Även gatorna rensades snabbt, likaså försökte administrationen att få igång spårvagnar och tunnelbanor samt gas-, el-, och vattenförsörjningen. Fram till juli 1945 var Sovjetunionen den enda ockupationsmakten i Berlin.
Den tyska kapitulationen på östfronten skrevs under i Karlshorst i sydöstra Berlin (idag finns här Deutsch-Russisches Museum Berlin-Karlshorst). Vid krigsslutet låg Berlin i aska: endast ca 2,3 miljoner (50% jämfört med tiden före kriget) bodde kvar i staden, 39% av lägenheterna och 35% av industrierna var förstörda. 28,5 kvadratkilometer låg i ruiner, över 600 000 lägenheter var totalförstörda, 100 000 skadade, vartannat varuhus en ruin. En miljon av Berlins invånare var sedan krigsstarten 1939 stupade, tillfångatagna eller hade flytt.

## Den delade staden
Efter 1945 ledde den politiska utvecklingen till Berlins delning i Västberlin och Östberlin, en delning som varade fram till Berlinmurens fall 1989 och Tysklands återförening 1990.

### Sektorsstaden Berlin

Sektorerna i Berlin.

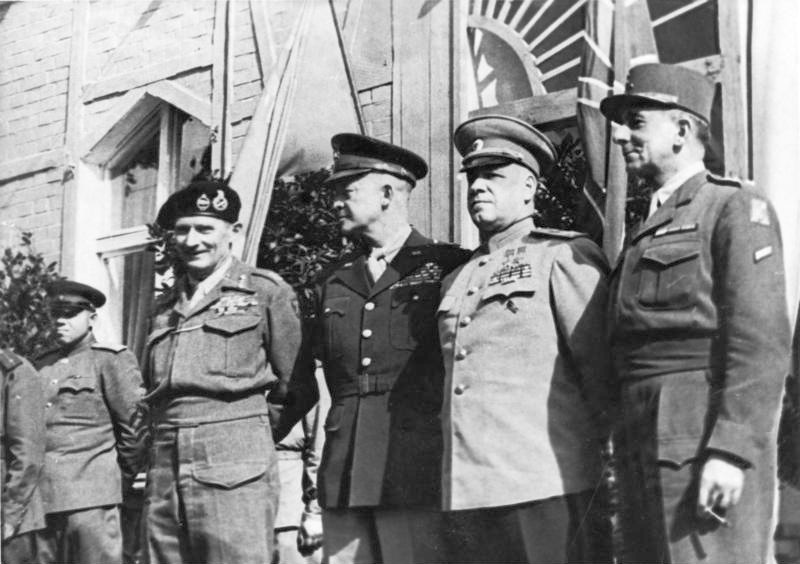
5 juni 1945: De allierade segrarmakternas överbefälhavare möts i Berlin (fr.v.): Bernard L. Montgomery, Dwight D. Eisenhower, Jean de Lattre de Tassigny och Georgij Zjukov.

På Jaltakonferensen 4-11 februari 1945 beslutade de allierade att dela in Tyskland i fyra ockupationssektorer och Berlin i fyra sektorer. Varje del skulle kontrolleras av den av de allierade: Storbritannien, Frankrike, USA och Sovjetunionen. Därmed drog sig de sovjetiska styrkorna tillbaka från de västliga sektorerna som de ockuperat sedan Berlins befrielse. Tanken var att staden skulle styras gemensamt av de fyra segrarmakterna genom den Allierade kommendanturen, men snart skärptes de politiska konflikterna mellan västmakterna och Sovjetunionen. Sovjetunionen fann framförallt grundandet av Bizonen och Trizonen och det påföljande grundandet av Förbundsrepubliken Tyskland, den ensidiga valutareformen i väst med följden att värdelösa riksmarkssedlar översvämmande den sovjetiska zonen som brott mot fyrmaktsavtalet. De var dock en logisk följd av östzonens nej till att delta i Marshallplanen. Ett deltagande hade inneburit ett lösgörande från Sovjetunionen och hade varit oacceptabelt för Sovjet. Östdelen fick fortsatta att betala krigsskadestånd till Sovjetunionen medan den västtyska och västberlinska ekonomin stärktes och liberaliserades genom Marshallplanen.
20 oktober 1946 hölls det första valet till Storberlins församling i alla fyra ockupationssektorer (Stadtverordnetenversammlung von Groß-Berlin). När förbundsrepubliken grundades 23 maj 1949 i de tre västliga ockupationszonerna listades även Stor-Berlin som delstat i artikel 23 i Grundgesetz. Det förhöll sig på ett liknande sätt i Östtyskland som grundades 7 oktober 1949. Den dåtida författningen i Östtyskland beskriver Tyskland som "en odelbar republik" där det bara finns ett tyskt medborgarskap och vars huvudstad är Berlin. Utan tvekan var det hela Stor-Berlin som åsyftades som ur det östtyska perspektivet låg på den sovjetiska ockupationszonens område och vars västliga sektorer bara förvaltades av västmakterna. Därmed gjorde både nygrundade stater anspråk på hela Stor-Berlin utan att någon av dem innan den 3 oktober 1990 någonsin hade kontroll över mer än varsin del av Berlin.

### Delningen
Den 5 december 1948 skulle ett nytt gemensamt val till stadsförsamlingen äga rum men det kunde bara genomföras i Västberlin då Sovjetunionen förbjöd det i sin sektor. SED-fraktionen hade några dagar innan genomfört en "stadsförsamling" där man förklarade den rättsligt valda magistraten för avsatt och "valde" Friedrich Ebert (son till den tidigare rikspresidenten) till överborgmästare (Oberbürgermeister). I Västberlin blev Rathaus Schöneberg plats för stadsförsamlingen, ett provisorium som varade i 40 år. Stadsförsamlingen i Östberlin fortsatte att mötas i Rotes Rathaus.
I Västberlin valdes Ernst Reuter till regerande borgmästare. 9 september 1948 håller Reuter sitt berömda tal inför 300 000 berlinare vid Riksdagshuset. 1950 trädde Berlins författning bara i kraft i Västberlin. Enligt artikel 2, avsats 1 i författningen var Berlin även innan 1990 en delstat i Förbundsrepubliken (Västtyskland). Denna artikel kunde dock aldrig spela sin egentliga roll då den underställdes de allierades kontroll av Berlin. Den 3 december 1950 följde de första valen till Abgeordnetenhaus von Berlin.

### Återuppbyggnad och nya byggnader

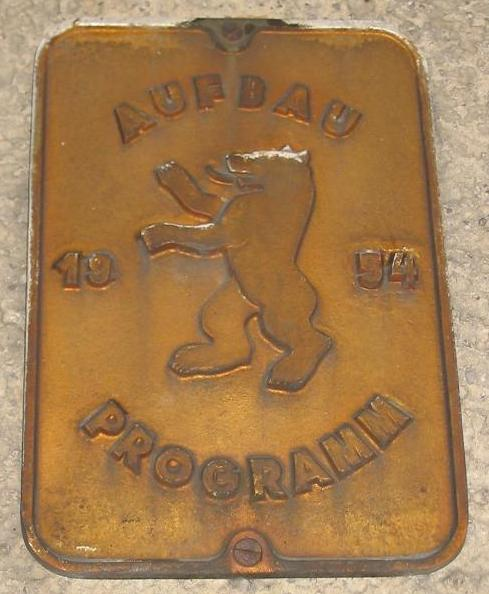

Efter andra världskriget startade stora återuppbyggnadsprojekt i såväl Väst- som Östberlin. I Västberlin startar att omfattande bostadsbyggande som än idag kan ses genom de skyltar som förkunnat vilket år som ett hus byggts som en del i Aufbauprogramm. 1957 arrangeras även Interbau där Hansaviertel återuppbyggs. Under 1960-talet följer moderna byggnader som Europa-Center i Västberlin och under 1970-talet större satsningar som kongresscentret ICC Berlin. I Västberlin blir Kurfürstendamm nytt cityområde. Under 1960-talet följer nya stora områden i Berlins utkanter: Gropiusstadt (1962), Märkisches Viertel (1963) och Falkenhagener Feld (1963).
I Östberlin byggs bland annat Karl-Marx-Allee som en del i återuppbyggnadsprogrammet Nationales Aufbauprogramm Berlin. I Östberlin skapas ett nytt stadscentrum runt Alexanderplatz med bland annat Fernsehturm som sedan dess är en del av stadens siluett.  Under 1970-talet följer byggandet av Palast der Republik och nya bostadsområden i bland annat Marzahn och Hellersdorf.

### Berlinblockaden och luftbron

Berlinbor ser när ett C-54-plan landar på Tempelhof 1948.

När de västallierade inför en egen valuta ("D-Mark") i Västtyskland och Västberlin blockerade blockerade sovjetiska trupper samtliga gatu- och spårförbindelser genom den sovjetiska zonen i riktning mot Västberlin. USA:s regering svarade med att uppföra Luftbron där man flög in livsmedel, bränsle och annan försörjning till staden genom de tre luftkorridorer som fanns sedan tidigare avtal. Luftbron var i gång till september 1949 även om blockaden hävdes 12 maj 1949. Flygplatsen Tempelhof byggdes ut som en del i projektet av den amerikanska armén. Fransmännen byggde på tre månader en ny landningsbana i Tegel och även britternas flygplats i Gatow användes. Planen kallades Rosinenbomber av berlinarna då piloterna kastade ut godis till barnen när de landade. Paket med godis kastades även ut över Östberlin. Sovjetunionen misslyckades med sitt mål att få kontroll över hela Berlin och Västberlins befolkning kände sig efter blockaden mer än någonsin samman med Västtyskland politiskt och ekonomiskt. Efter den ekonomiska delningen kunde man inte hindra den politiska.

### Upproret 17 juni 1953 i Östberlin
17 juni 1953 påbörjades en demonstration av från början 60 byggarbetare som senare blev känt som ett folkuppror. I början var det bara en protest mot ett beslut av DDR-regeringen att höja arbetstiden. Demonstration tog sin början vid Stalinallee (idag Karl-Marx-Allee) som var under uppbyggnad. När framförallt RIAS rapporterade från demonstrationen började många östberlinare att solidarisera sig med protesttåget. De östberlinare som tog sig till Potsdamer Platz fick även stöd från västberlinare. I Östtyskland spred sig demonstrationer till vissa andra delar av landet. Då upproret hotade att hamna utom myndigheternas kontroll kom sovjetiska trupper för att assistera DDR-regeringen. Gatuslagsmål följde där man sköt skarpt mot knappt beväpnade arbetare och minst 153 personer dödades under nerslåendet av upproret. DDR-regeringen använde deltagandet av västberlinska arbetare, RIAS rapportering, angrepp på folkpoliser och nerbrännandet av ett varuhus (Colombushaus) för att beteckna upproret som kontrarevolutionärt och styrt från Västberlin.

### Uppförandet av Berlinmuren

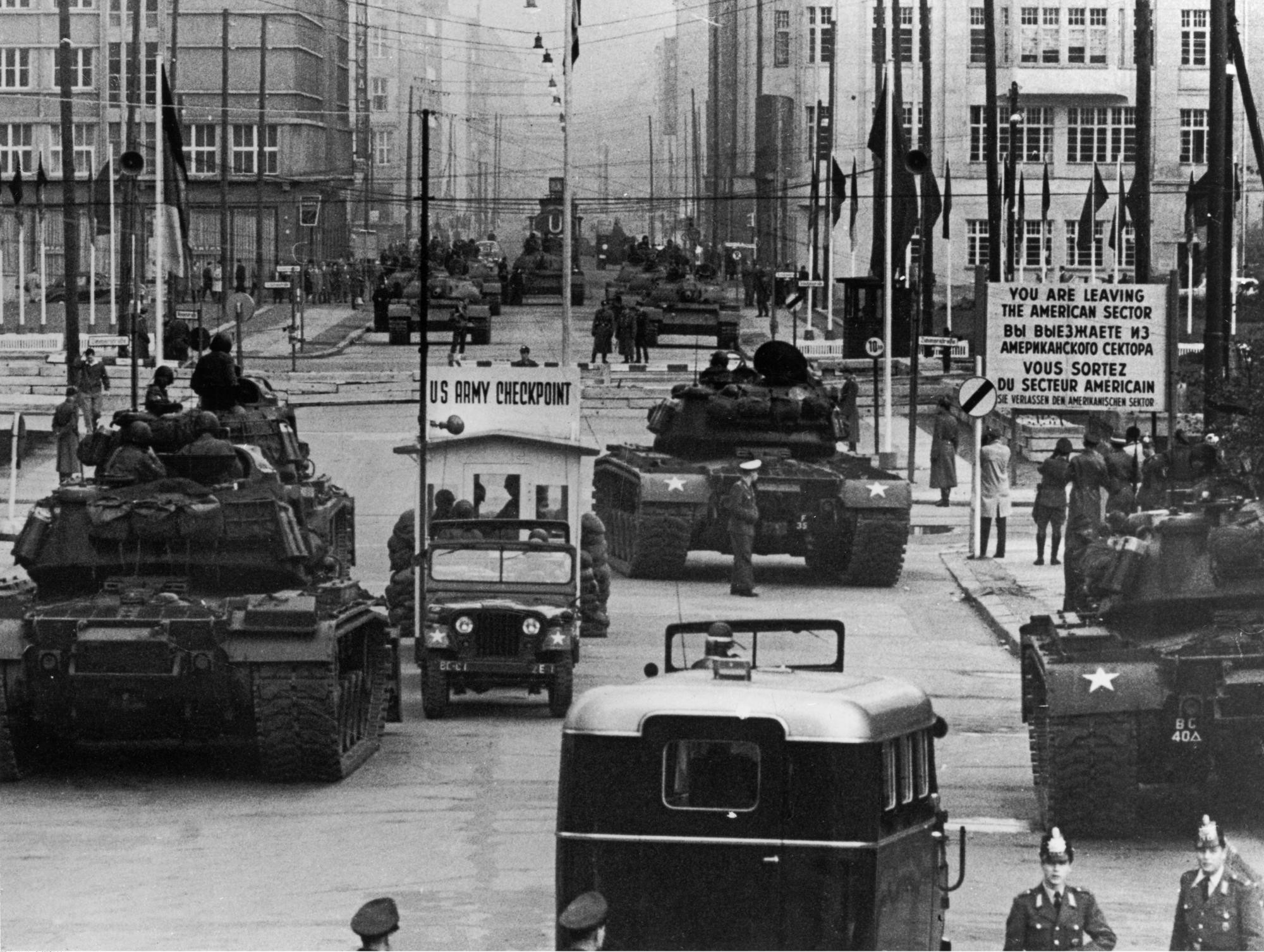
Berlin 1961: Sovjetiska mot amerikanska stridsvagnar vid Checkpoint Charlie under Berlinkonfrontationen.

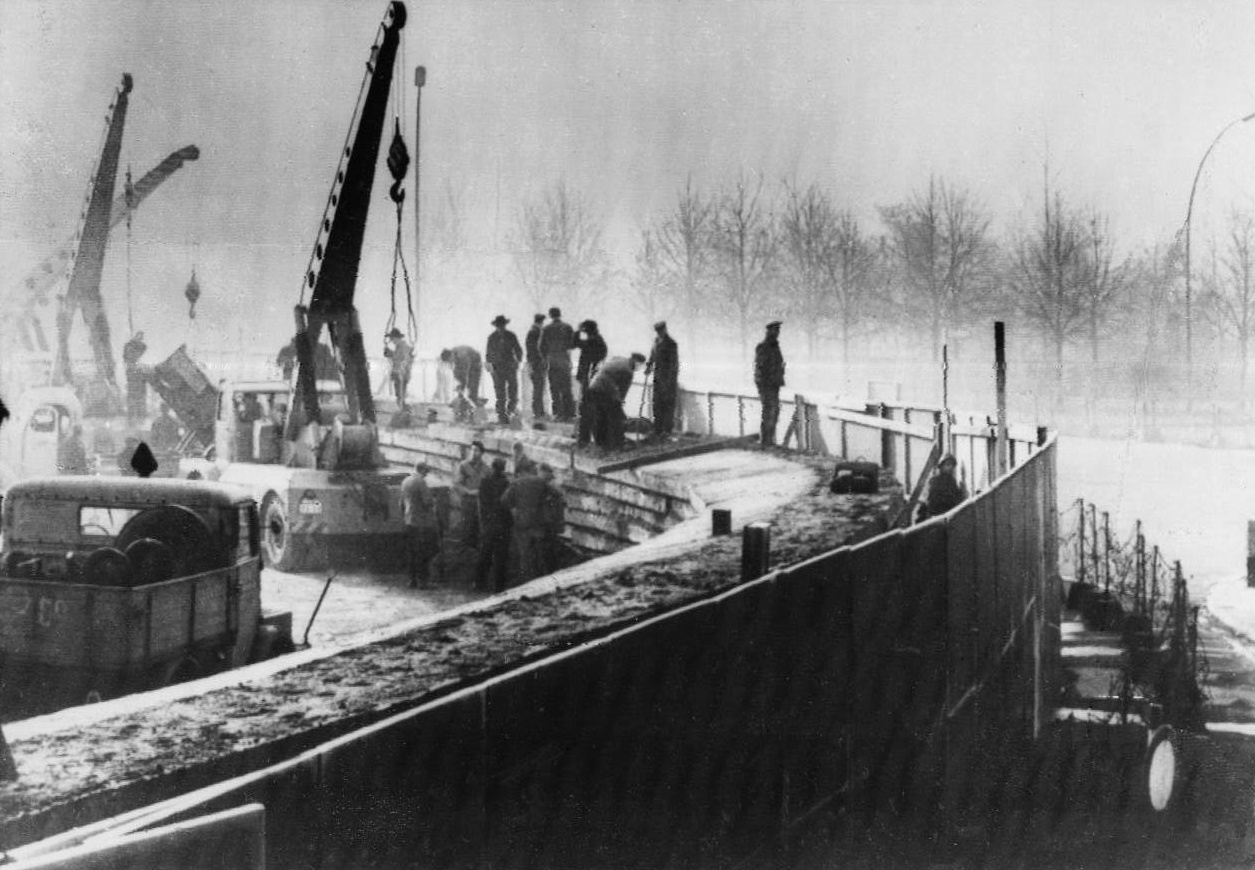
Berlinmuren börjar byggas 1961.

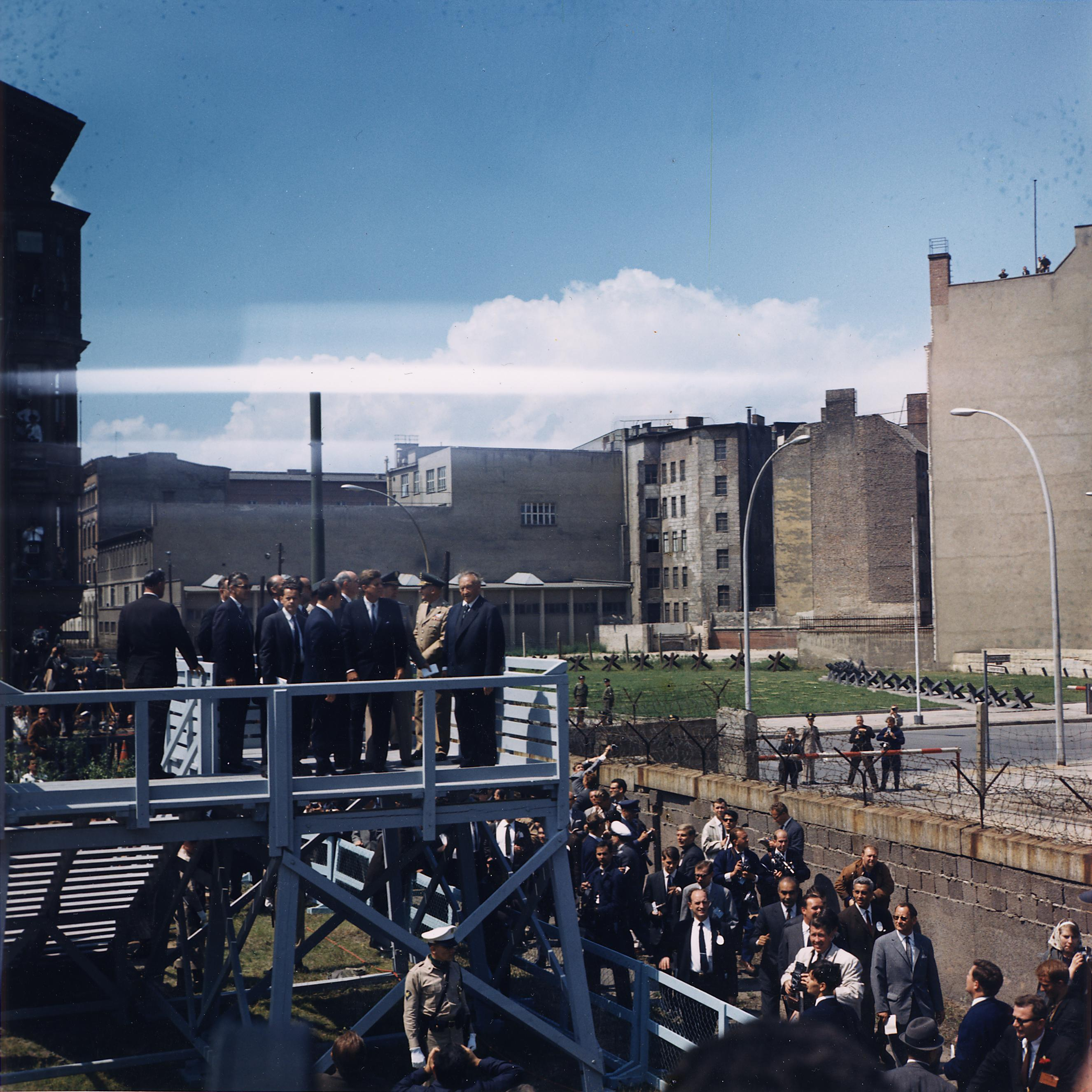
Vid sitt Berlin-besök 1963 besökte Kennedy Berlinmuren.

Natten till den 13 augusti 1961 påbörjade Östtyskland byggandet av Berlinmuren som slutgiltigt fastslog Berlins delning. Stängningen av gränsen var en hemlighet hos Politbyrån, den högsta partitoppen. Muren skulle stoppa den stora befolkningförlusten, det pågående Abstimmung mit den Füßen (folkomröstning med fötterna), då allt fler östtyskar lämnade landet via gränsen till Västberlin. De första, provisoriska avgränsningarna med taggtråd började efter några dagar ersättas med en riktig mur. Visserligen hade västmakterna anat en kommande avstängning mot Berlin, men ska ha blivit överraskade av den konkreta tidpunkten. Då deras tillgång till Västberlin inte inskränktes grep de inte in militärt.
Den 26 juni 1963 besökte den amerikanske presidenten John F. Kennedy Berlin. Framför Rathaus Schöneberg höll han ett tal där han sade "Ich bin ein Berliner". Talet kom att få stor betydelse för berlinarna i ön mitt i DDR, de skulle inte känna sig övergivna av västmakterna, även om det fanns en acceptans för Berlinmuren. För västmakterna, liksom för DDR och Sovjetunionen betydde muren en politisk och militär stabilisering, Västberlins status quo blev i ordets rätta bemärkelse cementerad - Sovjetunionen gav upp sitt ultimatum från 1958 rörande krav på ett avmilitariserat "fritt" Västberlin. Värd för Kennedys besök var Västberlins regerande borgmästare Willy Brandt. Brandt skulle som förbundskansler genom sin Ostpolitik underlätta för Berlin genom de närmanden som skedde mot Sovjetunionen och Östblocket.

### Avtal om Berlin
1971 säkrade Fyrmaktsavtalet och Transitavtalet nåbarheten till Västberlin och gjorde slut på det ekonomiska hot som en stängning av tillfarterna skulle betyda. Vidare bekräftade de fyra segrarmakterna det gemensamma ansvaret för hela Berlin och fastställde att Västberlin inte var en del av Förbundsrepubliken och inte regerandes därifrån. Sovjetunionen förhöll sig till fyrmaktsstatusen enbart till Västberlin medan västmakterna i en not till FN 1975 förhöll sig till avtalet sett till hela Berlin.

### 68:orna i Västberlin
Från 1968 blev Västberlin centrum för studentrevolterna (jämför 68-vänstern) som utgick från Freie Universität Berlin och som hade sitt centrum i stadsdelen Charlottenburg. En annan brännpunkt var Axel Springer AG:s huvudkontor på Kochstrasse i Kreuzberg. Det rörde sig om en samhällelig konflikt som delade befolkningen. Studenter och polisen stod ofta våldsamt mot varandra. En händelse som rörde upp och aktiverade studentrörelsen skedde 2 juni 1967 då den pacifistiske studenten Benno Ohnesorg blev skjuten av polisen vid en demonstration mot shahen av Irans besök i närheten av Deutsche Oper Berlin. 11 augusti 1968 sköts studentledaren Rudi Dutschke på Kurfürstendamm.

### Terroranttentat i Västberlin
Från början av 1970-talet utvecklades sig en terroristscen i Berlin. Förutom personer ur Röda armé-fraktionen fanns i Berlin även 2 juni-rörelsen som tagit sitt namn efter Benno Ohnesorgs dödsdatum. 10 november 1974 blev kammarrättspresidenten Günter von Drenkmann mördad och 1975 kidnappades CDU:s ordförande i Berlin Peter Lorenz.

### Husockupationer
I slutet av 1970-talet utvecklades en förhållandevis stor och aktiva husockupationsrörelse i östra Kreuzberg i det gamla postområdet SO 36. Detta skedde som en följd av bristen på våningar. I juli 1981 nådde antalet ockuperade hus sin topp med 165 stycken. 78 av dess blev genom avtal fram till november 1984 legaliserade och de resterande revs. Redan i december 1980 skedde svåra sammandrabbningar mellan husockupanter och polisen ("Schlacht am Fraenkelufer"). 
En ny husockupationsrörelse utvecklades först i samband med återföreningen 1989 i de östberlinska stadsdelarna Friedrichshain och Prenzlauer Berg, som en följd av den östberlinska folkpolisens passiva hållning. Detta ändrade sig i juli 1990 då Östberlins magistrat kom under inflytande av Västberlins senat. Svåra gatuslag följde i samband med avhysningar av husockupanter på Mainzer Strasse. Flera av de ockuperade husen blev även nu legaliserade. De sista ockuperade husen som tolererats genom sina lägen vid gränslinjen sanerades 1996-1998.

### 750-årsfirande

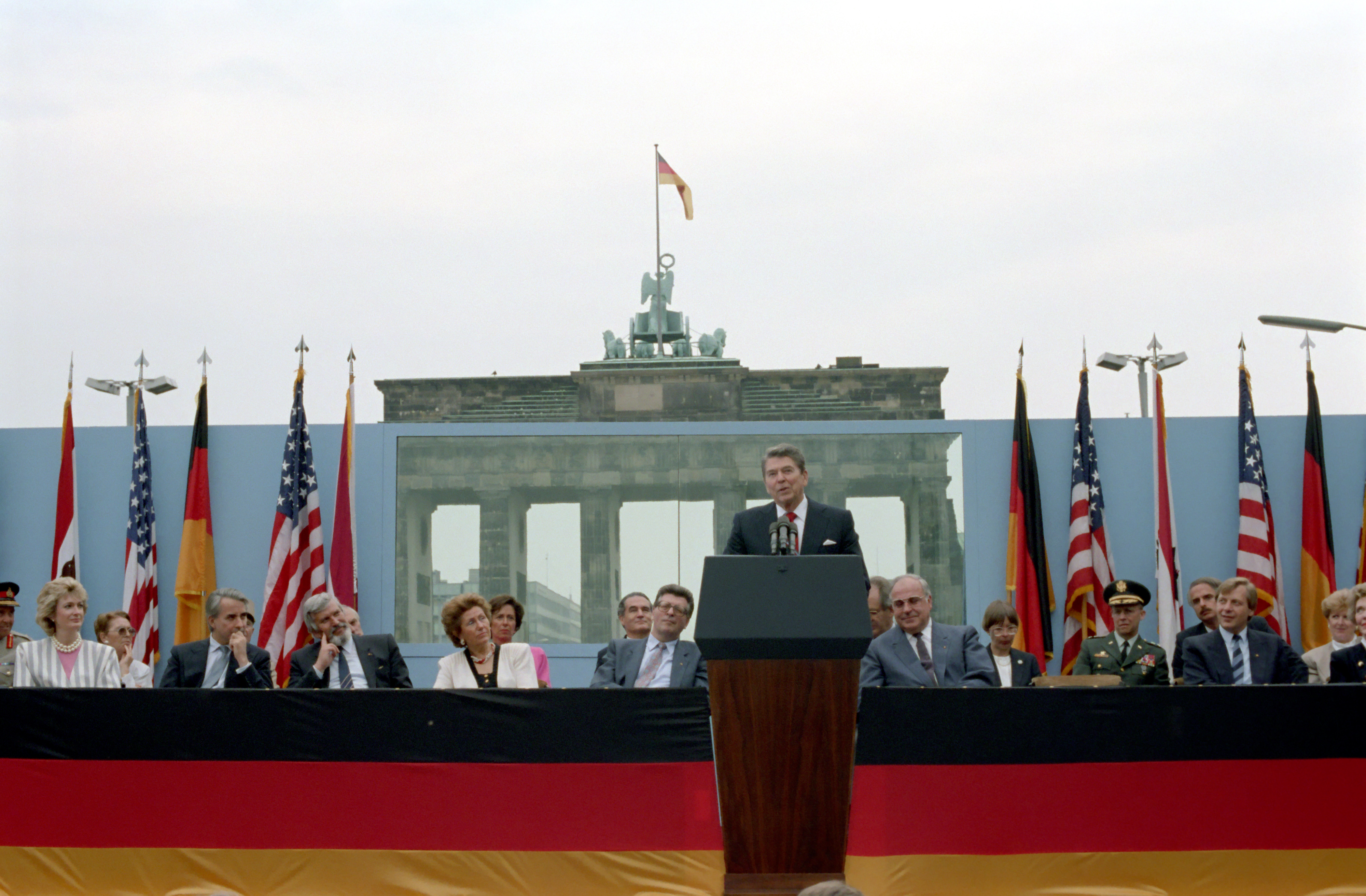
Reagan håller tal vid Berlinmuren 1987.

Inför det omfattande 750-årsfirandet skedde 1982–1986 i båda delar av staden ett flertal försköningar. Till exempel gjordes Breitscheidplatz i Västberlin om och i Östberlin byggdes Nikolaiviertel som "ny" gamla stad. I öst och väst blev alla pendeltågs- och tunnelbanestationer i innerstaden sanerade. 1984–1987 arrangerades även den stora arkitektur- och stadsplaneringsutställningen Internationale Bauausstellung 1984 i Västberlin där flera nya byggnader växte fram i innerstadsdelarna, men samtidigt togs det historiska Berlin till vara mer än vad som gjorts under de tidigare efterkrigstida byggnationerna. I projektet deltog arkitekter som Peter Eisenman, Vittorio Gregotti, Herman Hertzberger, Hans Hollein, Arata Isozaki, Rob Krier och Aldo Rossi 1988 var Västberlin även europeisk kulturhuvudstad.
I ett tal vid Brandenburger Tor, alldeles invid Berlinmuren den 12 juni 1987, uppmanade USA:s president Ronald Reagan Sovjetunionens ledare Michail Gorbatjov att riva muren som en symbol för hans vilja att öka friheten i Östeuropa.

## Det återförenade Berlin

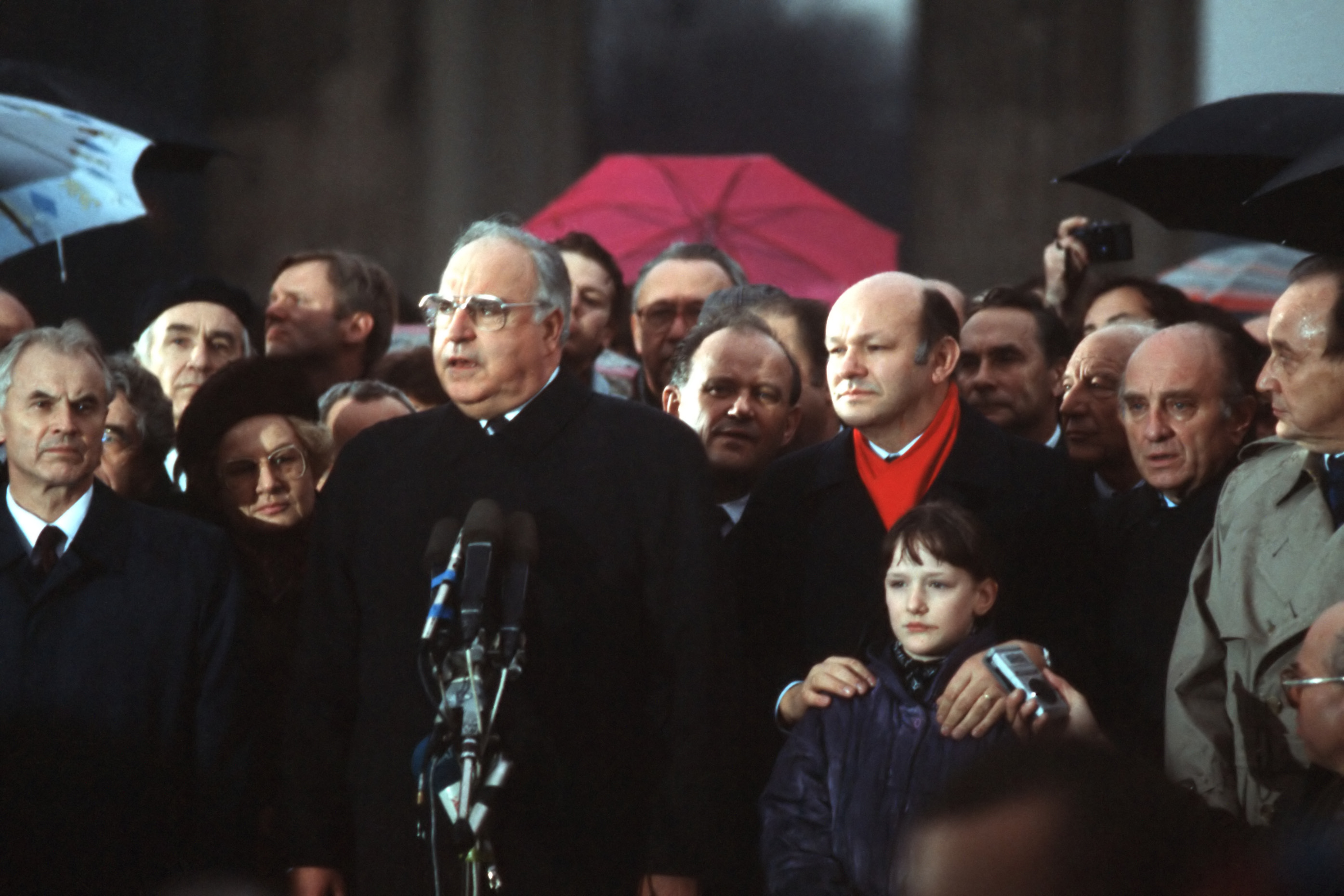
DDR:s ministerråds ordförande Hans Modrow, förbundskansler Helmut Kohl, Västberlins borgmästare Walter Momper. I bakgrunden mellan Kohl och Momper Östberlins Oberbürgermeister Erhard Krack under öppnandet av Brandenburger Tor 22 december 1989.

Vid festligheterna till DDR:s 40-årsdag i Östberlin i oktober 1989 höll hedersgästen Michail Gorbatjov ett tal där han antydde att han inte skulle tillåta DDR-regeringens restriktiva politik rörande flyktingar som flydde över gränsen till Ungern och Tjeckoslovakien. 9 november öppnade gränstrupperna på Bornholmer Strasse gränsen efter ett missförstånd i ett uttalande av Günter Schabowski på en presskonferens. Gränstrupperna antog att ett beslut om en gränsöppning tagits men så var inte fallet. DDR-ledningen hade efter Erich Honeckers avgång klappat ihop. Många berlinare dansade på muren vid Brandenburger Tor. Denna gång rullade inget sovjetiskt pansar genom Berlin. Muren stängdes inte igen och revs snabbt. Många berlinare hackade loss delar av muren som souvenirer med hammare och mejsel och kallades Mauerspechte (Murhackspettar).
Östberlins Oberbürgermeister Tino Schwierzina och Västberlins regerande borgmästare Walter Momper arbetade nära tillsammans med att ta sig an det stora antalet uppgifter som uppstod inför stadshalvornas återförening. De båda kallades tillsammans skämtsamt för "Schwierzomper" eller "Mompzina" i medierna. 1991 återförenades de två städernas styrelseorgan då Berlins magistrat gick upp i Berlins senat med Rotes Rathaus som säte för senaten.

### Tysklands huvudstad

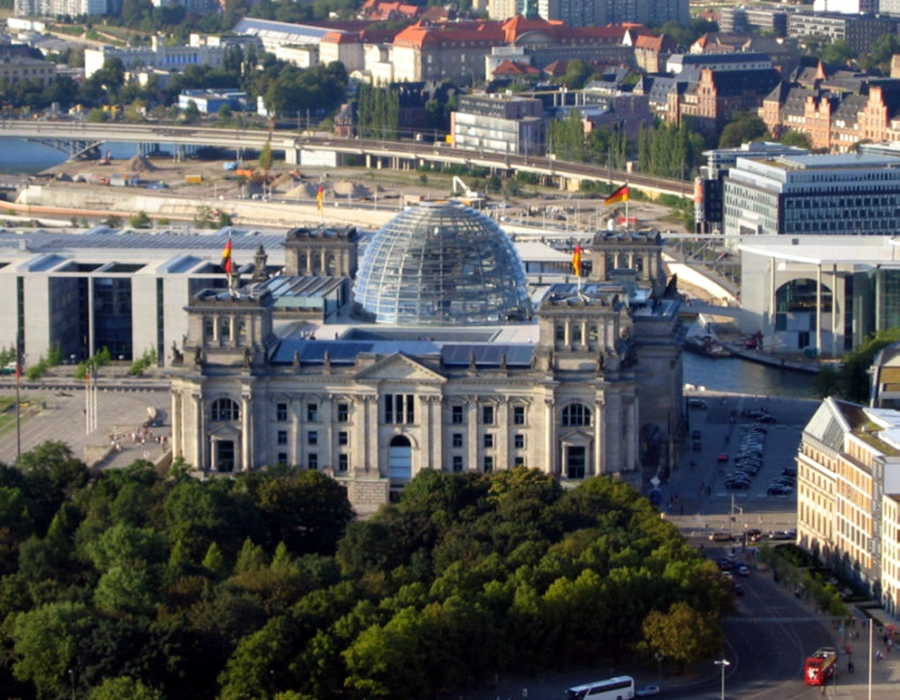
Riksdagshuset - Reichstag - är sedan 1999 åter plats för det tyska parlamentet.

Den 3 oktober 1990 blev Tyskland och därmed också Berlin återförenat. Samtidigt blev Berlin officiellt Tysklands huvudstad. Den 2 december följde de första valen till det återförenade Berlins parlament (Abgeordnetenhaus von Berlin). Först 1991 kom beslutet om den fysiska flytten av Tysklands parlament och regering till Berlin. Den 31 juli 2000 upptog Förbundsrådet, Förbundsdagen och förbundspresidenten sina verksamheter i Berlin. Det har också inneburit stora ombyggnader i centrala staden när tyska ministerier och utländska beskickningar byggts eller flyttat in i existerande byggnader. Till exempel har Frankrike, USA och Storbritannien sina nya ambassader vid Brandenburger Tor. De nordiska länderna samlas sedan 1999 i det gemensamma ambassadkomplexet i Tiergarten.
1996 avslogs en sammanslagning av förbundsländerna Berlin och Brandenburg i en folkomröstning efter motstånd från väljare i Brandenburg.

### Finansiella problem
Sedan 1990-talet har förbundslandet Berlin haft mycket stora finansiella och fiskala problem.  Den massarbetslöshet som blev följden av DDR:s kollaps och återföreningen, samt de stora kostnaderna för återuppbyggnaden av den gemensamma infrastrukturen, har belastat delstatens ekonomi svårt. Sedan 90-talet har därför stadsförvaltningens ekonomiska handlingsutrymme minskat. Berlin för en rättsprocess hos Tysklands författningsdomstol på grund av sitt "extrema budgetnödläge" för att kunna erhålla ett statligt stöd på 35 miljarder euro, i syfte att minska skulderna. Bankskandalen i Berlin, som kraftigt drabbade delstatens offentliga ekonomi, ledde till att ett misstroendevotum mot den regerande borgmästaren Eberhard Diepgen (CDU) gick igenom 2001. Efterträdare blev Klaus Wowereit (SPD).

### Europas största byggarbetsplats
Efter 1990 har stora insatser gjorts i återuppbyggnaden av centrala delar av Berlin som stått öde sedan kriget. Det mesta kända exemplet är Potsdamer Platz som under en period var Europas största byggarbetsplats. Man har också gjort stora investeringar i upprustningen av Berlins tunnelbana och Berlins pendeltåg som splittrats under tiden som delad stad. Samtidigt sker nya projekt för Berlins roll som Tysklands huvudstad. Reichstag genomgick en omfattande ombyggnad samtidigt som nya regeringsbyggnader (bland annat Bundeskanzleramt) byggdes vid Bundesufer. Därtill kommer investeringar av privata intressen. Den planerade storflygplatsen Berlin Brandenburgs flygplats, ett gemensamt projekt tillsammans med granndelstaten Brandenburg, har dock dragits med fleråriga förseningar och fundamentala designproblem, vilket lett till att de gamla flygplatserna Berlin-Schönefeld och Berlin-Tegel varit i bruk längre än planerats men de ersattes slutligen 2020 av Berlin Brandenburgs flygplats. Ett annat bakslag inom flygsektorn var det regionalt dominerande flygbolaget Air Berlins konkurs 2017.
Berlin är en stad som består av en rad olika byggnader och epoker som satt sina avtryck i staden. Dagens Berlin utvecklas trots de stora ekonomiska problemen i de offentliga finanserna, tack vare investeringar från federalt håll.  Framförallt framhålls stadens förmåga att, som en av Europas viktigaste kultur- och turiststäder, ständigt attrahera unga människor och investeringar, i synnerhet inom media-, tjänste- och IT-sektorn.  Efter en utflyttningsvåg från framförallt de östra stadsdelarna under 1990-talet växer staden idag åter kraftigt, med begynnande lägenhetsbrist i populära områden och stigande hyror från de tidigare relativt låga nivåerna. År 2011 var Berlins befolkning uppe i 3,3 miljoner, enligt den första stora folkräkningen sedan sammanslagningen, Zensus 2011. Berlins regerande borgmästare Klaus Wowereit har kommenterat staden Berlins situation med det ofta upprepade citatet "Berlin är fattigt, men sexigt.".
2006 var Berlin finalort under VM i fotboll. Evenemanget innebar en stor exponering av staden som kunde visa upp sig som Tysklands nya huvudstad inför omvärlden.  Ett av de större byggprojekt som genomfördes inför VM var den nya centralstationen, Berlin Hauptbahnhof.
I december 2016 utfördes en terroristattack mot en julmarknad på Breitscheidplatz med hjälp av en lastbil.